# Liste der Baudenkmäler in Waldfeucht
Die Liste der Baudenkmäler in Waldfeucht enthält die denkmalgeschützten Bauwerke auf dem Gebiet der Gemeinde Waldfeucht im Kreis Heinsberg in Nordrhein-Westfalen (Stand: September 2011). Diese Baudenkmäler sind in der Denkmalliste der Gemeinde Waldfeucht eingetragen; Grundlage für die Aufnahme ist das Denkmalschutzgesetz Nordrhein-Westfalen (DSchG NRW).

| Bild                             | Bezeichnung                           | Lage                                            | Beschreibung | Bauzeit                                                                    | Eingetragen seit                                             | Denkmal- nummer |
| -------------------------------- | ------------------------------------- | ----------------------------------------------- | --- | -------------------------------------------------------------------------- | ------------------------------------------------------------ | --------------- |
| Wegekreuz                        | Wegekreuz                             | Waldfeucht Am Bocketer Weg (K17) Karte          | Wegekreuz mit Korpus aus dem 19. Jahrhundert aus Guss- und Schmiedeeisen auf einem Zementsockel. | 19. Jahrhundert                                                            | 27. Oktober 1982                                             | 10              |
| Holzkreuz neben der Kapelle      | Holzkreuz neben der Kapelle           | Haaren Am Driesch 25 Karte                      | Kreuz mit Korpus in der Kapelle Am Driesch 25. Das Kruzifixus stammt aus der Mitte des 19. Jahrhunderts. | Mitte 19. Jahrhundert                                                      | 27. Oktober 1982                                             | 53              |
| Kapelle                          | Kapelle                               | Haaren Am Haas, Ecke Zehntweg Karte             | Backsteinkapelle mit Satteldach und spitzbogigem Eingang aus dem Anfang des 20. Jahrhunderts. Im Inneren ein schmiedeeisernes Kreuz mit Korpus aus dem 19. Jahrhundert. | Anfang 20. Jahrhunderts                                                    | 27. Oktober 1982                                             | 33              |
| weitere Bilder                   | Kath. Pfarrkirche „St. Clemens“       | Braunsrath Am Kirchplatz 4 Karte                | Die kath. Pfarrkirche St. Clemens wurde 1858–1859 gebaut und ist eine neugotische Backstein-Basilika mit Querhaus, polygonalem Chor und Westturm. Die Kirche ist im Inneren verputzt. Vorhanden sind noch Reste der ursprünglichen Ausstattung wie Hochaltar, Seitenaltäre und Taufstein. | 1858–1859                                                                  | 27. Oktober 1982                                             | 28              |
| Hofanlage                        | Hofanlage                             | Braunsrath Am Kirchplatz 10 Karte               | Auf dem Rücken der Geilenkirchener Lehmplatte entwickelte sich um den Kirchhügel herum der Flecken Braunsrath. Nicht nur die guten Böden, auch die schon mehr zentrale Funktion dieses Ortes schufen einen für Waldfeucht besonderen Typ der Bebauung. Wie in Waldfeucht selbst, entstanden schon mehr kleinstädtische Bauformen, jedoch der wirtschaftlichen Potenz der Eigentümer entsprechend, oft sogar weitaus opulenter als im heutigen Hauptort. Zu der Urbebauung gehört die vierflügelige Backsteinhofanlage Am Kirchplatz 10. Das traufständige Wohnhaus in drei Achsen mit stichbogigen Fenstern mit Schlagläden und mit korbbogiger Toreinfahrt mit Natursteinquadern in Kämpfer und als Keilstein ist ein typisches Bauwerk der Architekturperiode des 19. Jahrhunderts. Eisenankersplinte datieren den Bau auf 1888. Nach Aussage der früheren Bewohnerin wurde die Hofanlage hinter der Front im Jahre 1939 total erneuert, worauf auch die Fensterformate eines angenäherten Quadrats und ihre Situation im ersten Obergeschoss so wie die Kellerfenster im erneuerten Sockel hindeuten. Von der Situation her aber, am Rande des Kirchhofes, steht der Hof an der Stelle, die die Urzelle von Braunsrath gewesen sein muss. Die Fassade lässt ein Wohnstallhaus vermuten, jedoch weisen die Seitenflügel und die parallel zum Wohnhaus errichtete Scheune anderes aus. Die Gebäude werden von Satteldächern überdeckt. Die Hofanlage ist damit ein Objekt, das noch viele Fragen über die Entwicklung des Bauernhaustyps im Zentrum von Braunsrath aufwirft. Wegen der Zugehörigkeit zur Urbebauung von Braunsrath, der ungewöhnlichen Fassadengestaltung und der typischen Hofanordnung von Wohnhaus und Wirtschaftsflügeln ist die Hofanlage Kirchplatz 10 trotz vor dem Zweiten Weltkrieg erfolgen Veränderungen bedeutend für die Bauentwicklung in Waldfeucht, sowie für den Werdegang der bäuerlichen Hofanlagen bis in unsere Zeit und damit für die Geschichte der landwirtschaftlichen Arbeits- und Produktionsverhältnisse und für die Geschichte von Waldfeucht-Braunsrath und seiner Bewohner. | 1888                                                                       | 1. September 1994                                            | 99              |
| Hofanlage                        | Hofanlage                             | Braunsrath Am Kirchplatz 13 Karte               | Zweigeschossiges Wohnhaus in vier Achsen, links eine Toreinfahrt mit einem Fenster aus der zweiten Hälfte des 19. Jahrhunderts. | zweite Hälfte des 19. Jahrhunderts                                         | 25. Mai 1987                                                 | 61              |
| Wegekreuz                        | Wegekreuz                             | Bocket An der Dampfmühle Karte                  | Neugotisches Wegekreuz mit Korpus aus der zweiten Hälfte des 19. Jahrhunderts aus Guss- und Schmiedeeisen. | zweite Hälfte des 19. Jahrhunderts                                         | 27. Oktober 1982                                             | 18              |
| Wegekreuz                        | Wegekreuz                             | Selsten An der L 228 Karte                      | Neugotisches Wegekreuz mit Korpus aus Gusseisen aus der zweiten Hälfte des 19. Jahrhunderts. | zweite Hälfte des 19. Jahrhunderts                                         | 27. Oktober 1982                                             | 17              |
| Hofanlage                        | Hofanlage                             | Hontem Anton-Laumen-Straße 20 Karte             | Zweigeschossiges, barockes Ziegelgebäude, Backsteinhof, Giebelgeschoss 17. Jahrhundert, hofseitig Fachwerk, hohe Kellergewölbe, zweiachsig original barockes Fensterformen mit Schlagläden, Scheune und Wirtschaftsgebäude 1933 errichtet. In neuer Zeit Entkernung und Ausbau zu Wohnräumen. Beschluss des Bau- und Planungsausschusses v. 6. April 2000, Löschungsbescheid v. 14. April 2000 Löschung: 1. Scheunenanlage 2. seitliches Wirtschaftsgebäude als Verbindung von Haupthaus zur Scheunenanlage 3. Geschossdecken und Zwischenwände des Haupthauses | 17. Jahrhundert                                                            | 29. September 1992                                           | 62              |
| Hofanlage                        | Hofanlage                             | Hontem Anton-Laumen-Straße 22 Karte             | Dreiflügeliger Backsteinhof mit zweigeschossigem Wohnhaus mit mittlerer Tordurchfahrt. Im Erdgeschoss Blaustein-Fensterrahmen, Torkeilstein mit Monogramm und die Jahreszahl 1807. | 1807                                                                       | 29. September 1992                                           | 63              |
| Kreuz                            | Kreuz                                 | Hontem Anton-Laumen-Straße 44 Karte             | Barockes Holzkreuz mit Korpus | unbekannt                                                                  | 27. Oktober 1982                                             | 20              |
| Wegekreuz                        | Wegekreuz                             | Hontem Anton-Laumen-Straße, Ecke End Karte      | Gusseisenkreuz mit Korpus und Heiligenfigur aus der zweiten Hälfte des 19. Jahrhunderts. | zweite Hälfte des 19. Jahrhunderts                                         | 27. Oktober 1982                                             | 19              |
| Hofanlage                        | Hofanlage                             | Waldfeucht Bocketer Weg 2 Karte                 | Vierflügelige, zweigeschossige Hofanlage aus dem Jahre 1880. Das zweiachsiges Wohnhaus mit mittlerer Hauseingangstür, links korbartige Toreinfahrt mit datiertem Keilstein. Blausteinfensterbänke, Traufgesims mit Klötzchenfries, links niedriger Stallanbau. | 1880                                                                       | 15. September 1989                                           | 42              |
| ehem. Volksschule                | ehem. Volksschule                     | Waldfeucht Brabanter Straße 32 Karte            | Bei der Volksschule Waldfeucht handelt es sich um einen 1935 errichteten Bau des für seinen Kirchbau in der Nachkriegszeit bekannt gewordenen Aachener Architekten Peter Salm. Der in zeittypischer Backsteinmanier errichtete zweigeschossige Bau erhielt ein angesetztes Treppenhaus und eine in den Geschossen unterschiedliche Fassadengestaltung. Neben der zweiflügeligen Eingangstür mit Fischgrätverbretterung auf der rechten Seite sind die beiden Klassen jeweils mit vier Kreuzstockfenstern ausgestattet worden. Die Klasse auf der Giebelseite hat diese Fenster verloren. Im Obergeschoss der schulhofseitigen Trauffassade sind 10 zweiflügelige Fenster mit Quersprosse ebenfalls in der für die Bauzeit typischen Form eingebaut worden. Die Fenster auf dieser Seite sind noch alle erhalten. Die gegenüberliegende Traufe lässt an der Fassade den Schulflur im Erdgeschoss und die Lehrerwohnungen im Obergeschoss deutlich erkennen. Insgesamt stellt die Volksschule noch weitgehend uneingeschränkt den Typus eines Schulgebäudes aus der Zeit zwischen den Weltkriegen dar. | 1935                                                                       | 1. September 1994                                            | 84              |
| Hofanlage Vordergebäude          | Hofanlage Vordergebäude               | Waldfeucht Brabanter Straße 58 Karte            | Backsteinhof, aus der ersten Hälfte des 19. Jahrhunderts. Verputzte Front (um 1900), Wohnhaus ist zweigeschossig mit drei Fensterachsen mit einer Toreinfahrt und einem Halbwalmdach. | erste Hälfte des 19. Jahrhunderts                                          | 16. März 1989                                                | 22              |
| weitere Bilder                   | Kath. Pfarrkirche „St. Lambertus“     | Waldfeucht Brabanter Straße 70 Karte            | Kath. Pfarrkirche „St. Lambertus“ (um 1500); dreischiffige spätgotische Backstein-Basilika mit polygonalem Chor und Westturm, um die Kirche herum Reste des ehemaligen Friedhofs mit Blaustein-Grabkreuzen. Ausstattungsstücke aus gotischer und neugotischer Zeit. | um 1500                                                                    | 27. Oktober 1982                                             | 1               |
| Blausteingrabsteine              | Blausteingrabsteine                   | Waldfeucht Brabanter Straße 70 Karte            | Grabsteine in Blaustein aus dem 17. Jahrhundert und ein Stein aus dem 18. Jahrhundert | 17. und 18. Jahrhundert                                                    | 27. Oktober 1982                                             | 2               |
| ehem. Pfarrhaus                  | ehem. Pfarrhaus                       | Waldfeucht Brabanter Straße 72 Karte            | Zweigeschossiges Backsteinhaus aus der zweiten Hälfte des 19. Jahrhunderts in drei Achsen mit Rundbogenfries | zweite Hälfte des 19. Jahrhunderts                                         | 27. Oktober 1982                                             | 3               |
| Hofanlage                        | Hofanlage                             | Waldfeucht Brabanter Straße 74 Karte            | Zweigeschossiges Wohnhaus in vier Achsen aus der Mitte des 19. Jahrhunderts. Die Front wurde Ende des 19. Jahrhunderts verputzt. Wirtschaftsflügel in Backstein. | Mitte des 19. Jahrhunderts                                                 | 14. Juni 1988                                                | 73              |
| Hofanlage                        | Hofanlage                             | Waldfeucht Brabanter Straße 85 Karte            | An der Ecke zur Löffelstraße wurde im 17. oder 18. Jahrhundert ein giebelständiges Wohnstallhaus errichtet, wie das Fachwerk auf der Hofseite mit seinen durchgezapften Bindern und die rundbogige Kellertonne und die andeutungsweise „Upkammer“ beweisen. Gegen Ende des 19. Jahrhunderts fand ein Umbau statt, der die Straßenfront mit einer vierachsigen weißgeschlämmten Backstein-Fassade in zwei Geschossen schloss. Eckpilaster fassen die Front zusammen, die durch ein Gesims horizontal gegliedert wird. Aus dem Gesims steigen zwei weitere Pilaster auf und führen über die Traufe zu einem Dachhäuschen mit treppenförmigen Ortganggesims und geben den Bau sein unverwechselbares Aussehen. Unter der Traufe verziert ein Klötzchenfries den Bau. Die durch die Pilaster gebildeten Flächen teilen sich im rechten Feld zwei Fensterachsen und im linken mittig über der stichbogigen Tordurchfahrt ein Fenster. Die Mittelachse bildet eine Fensterachse im Obergeschoss und Giebelfeld über der Haustür. Die Fassade in der Löffelstraße wurde mit einem gebänderten Putz modernisiert. Sie enthält vier Achsen im Obergeschoss und drei im Erdgeschoss. Das noch aus der Erbauerzeit stammende Dach mit seinen mit Holznägeln befestigten Sparren zeigt in seiner Konstruktion die nachträgliche Veränderung zur Brabanter Straße hin. | 17. oder 18. Jahrhundert                                                   | 13. November 2001                                            | 119             |
| Backsteinhaus                    | Backsteinhaus                         | Waldfeucht Brabanter Straße 88 Karte            | Zweigeschossiges, geschlämmtes Backsteinhaus in sieben Achsen aus der zweiten Hälfte des 19. Jahrhunderts. Die Mittelachse mit einem Treppengiebel und der Eingangstüre. | zweite Hälfte des 19. Jahrhunderts                                         | 30. September 1986                                           | 59              |
| Hofanlage                        | Hofanlage                             | Waldfeucht Brabanter Straße 90 Karte            | Die Brabanter Straße führt aus Waldfeuchter Richtung niederländische Grenze. Die Grenze bekam mit der Regelung nach dem Wiener Kongress eine neue Bedeutung. Deshalb errichtet man vor der Ortsgrenze Richtung Niederlande ein Zollhaus. Im 19. Jahrhundert war das alte Rathaus zur Schule umgenutzt worden. Nun errichtet man ein neues Bürgermeisteramt zwischen den Wällen und dem Zollhof. Die Lücke füllte dann die Hofanlage Brabanter Straße 90. In der für den Kreis Heinsberg historisch gewachsenen Art entstand eine Dreiseit-Hofanlage aus Backstein mit Fachwerkinnengliederung. An der Straße wurde das Wohnhaus errichtet und an der zwischen der ehemaligen Zollstation und dem Neubau hindurchführenden Querstraße die Stallungen. Die Scheune erhebt sich parallel zum Wohnhaus. Das vierachsige Wohnhaus mit korbbogiger Tordurchfahrt. Im Jahre 1966 verblendete man die Fassade mit einem Riemchen und gab den Fenstern neue Proportionen und dem Tor eine neue Form ohne dabei die hölzernen Flügel der Toranlage ebenfalls zu ersetzen. Die hochrechteckigen Fenster an Roermonder Straße (Querstraße) zeigen die für die angenommene Bauzeit in der Regel anzutreffenden Formen. Außer der historischen Gestaltung des Innenhofes und des Scheuneninneren sind noch drei Gewölbekeller aus Ziegelmauerwerk und teilweise die Kölner Decken in den Wohnräumen erhalten. Wegen des Bestandes an historischer Substanz und des Schließens der letzten Lücke im Ensemble des Ortseinganges nach Waldfeucht besteht ein öffentliches Interesse an der Erhaltung und Nutzung der Brabanter Straße 90. | unbenannt                                                                  | 6. April 2000                                                | 114             |
| Hofanlage                        | Hofanlage                             | Waldfeucht Brabanter Straße 94 Karte            | Im Gemeindegebiet von Waldfeucht am Rande der fruchtbaren Geilenkirchener Lehmplatte und in den Bruchtälern von Kitsch- und Waldfeuchter Bach entstand eine Reihe von ähnlich bäuerlichen Anwesen, die alle zum Urtyp gehören und auf Wohnstallhäuser zurückgehen, die in der Zeit kurz nach dem Dreißigjährigen Krieg errichtet wurden. In Waldfeucht selbst wurde dieser Typus in eine schon mehr kleinstädtische dreiflügelige Bauform, in der Größe jedoch der wirtschaftlichen Potenz der Eigentümer entsprechend, umgewandelt. Parallel zu den traufständigen Wohnhäuser wurde eine Scheune errichtet, die entlang der Wallanlage gleichzeitig die Stadtmauer bildete. Eine Seite des Hofes, der durch eine Toreinfahrt im Wohnhaus erreicht werden kann, bildet ein Wirtschaftsflügel. Zu Beginn des 19. Jahrhunderts wurden in Abwandlung dazu vierflügelige Hofanlagen an den Ausfallstraßen vor der Umwandlung errichtet. Die Brabanter Straße 94 ist eine solche vierflügelige Hofanlage. Das zweigeschossige, traufständige Wohnhaus ist ein Backsteinbau aus der zweiten Hälfte des 19. Jahrhunderts. Die für diese Gegend festzustellende typischen historischen Bauformen wurden beim Bau dieser imposanten symmetrischen Anlage noch einmal aufgegriffen. Die siebenachsige Wohnhausfassade mit stichbogiger Hauseingangstür wurde durch Eckpilaster und die Toreinfahrt rahmende Mauervorlagen gegliedert. Die Vorlagen werden durch einen an romanischen Bauformen erinnernden Rundbogenfries auf Konsolsteinen verbunden. Eine Mauerausklinkung in der Türleibung verleiht der Haustür eine besondere Verzierung aus der Zeit kurz vor der Jahrhundertwende. Die Fensterbänke sind in Blaustein. Das Wohnhaus trägt ein Satteldach. Der Sockel wurde neu verplattet und die Verfugung aus der Zeit vor 1975 wandelt die zu erwartende Farbfuge mit profilierter Oberfläche in eine glatte naturfarbene Fuge ab. Wegen der Lage vor den Wällen, der Größe und der typischen Hofanordnung von Wohnhaus und Wirtschaftsflügeln sowie der Weiterentwicklung der historischen Hofformen zum Ende des vergangenen Jahrhunderts ist die Brabanter Straße 94 trotz der neuen Fenster und der Sockelverblendung des Wohnhauses mit Riemchen bedeutend für die Bauentwicklung in Waldfeucht, sowie für den Werdegang der bäuerlichen Hofanlagen, für die Geschichte der landwirtschaftlichen Arbeits- und Produktionsverhältnisse und für die Geschichte von Waldfeucht und seiner Bewohner. Die Ausformung dieses Hofes scheint deshalb besonders wichtig, weil mit dem Strukturwandel in der Landwirtschaft der historisch gewachsene Bautyp aus wirtschaftlichen und arbeitstechnischen Gründen hinfällig wurde. | zweite Hälfte des 19. Jahrhunderts                                         | 1. September 1994                                            | 89              |
| Sudwerk                          | Sudwerk                               | Haaren Brauereistraße 17 a Karte                | Inneneinrichtung des Sudwerkes im Erdgeschossbereich der ehemaligen Westmark-Brauerei in Haaren Baujahr 1939/1940 | 1939/1940                                                                  |                                                              | 52              |
| Wegekreuz                        | Wegekreuz                             | Haaren Brauereistraße 68 Karte                  | Wegekreuz in Gusseisen auf einem neuen Sockel mit Korpus. An den Kreuzenden die vier Evangelisten-Symbole. | unbekannt                                                                  | 27. Oktober 1982                                             | 34              |
| Schule Braunsrath                | Schule Braunsrath                     | Braunsrath Clemensstraße 35/37 Karte            | Die Volksbildung über Schulen setzt mit dem Generallandesschulregelement Friedrich des Großen in Preußen 1763 ein. Nach dem Wiener Kongress fielen die Rheinlande an Preußen, so wurde mit der Bildung des Regierungsbezirks Aachen am 27. April 1815 der Preußische Staat auch im Kreis Heinsberg für die Schulbildung zuständig. Die allgemeine Schulpflicht wurde 1825 eingeführt. Damit begann eine erste große Welle von Schulbauten. Die Gründung der Republik 1919 löste eine weitere Epoche des Schulhausbaus aus, die im Dritten Reich nicht ohne Hintergedanken fortgesetzt wurde. Die Volksschule von Braunsrath wurde in zwei Abschnitten errichtet. 1878 musste der bisherige Schulbau von Braunsrath durch einen Neubau ersetzt werden. Es entstand ein symmetrischer Baukörper in sechs Achsen mit jeweils einem Eingang für Mädchen und einen für Jungen. Die Eingänge liegen in der Mittelachse von einachsigen Risaliten die mit Zwerchgiebeln das Hauptdach überragen. Das Satteldach ist der Bauzeit entsprechend sehr steil (ca. 60 Grad). In Umbauphasen, direkt nach den Zerstörungen des Zweiten Weltkrieges sind die ursprünglich vorhandene Gesimsgliederung direkt unterhalb der Fensterbänke und die „ohrenartige“ Betonung der das Dach überragenden Risalite verlorengegangen. Der Wiederaufbau behielt jedoch die grundsätzliche historische Gliederung und seinen Rhythmus von 1:1:2:1:1 Achse bei. Die ursprünglich rundbogigen kleinen Fenster im Giebeldreieck ersetzen heute allerdings hochrechteckige Fensterchen. Die Fenster im Obergeschoss wurden zu Fenstertüren mit französischem Balkon umgebildet und die Türaufteilung im Erdgeschoss geändert. Auf der Hofseite machen die zweimal drei Achsen die Lage der Klassenräume deutlich. Diese Seite wurde nach den Kriegszerstörungen neu verputzt. Der zweite Schulbau entstand 1939 als zweigeschossiger Klinkerbau in den typischen Formen des späten Backsteinexpressionismus nach Plänen des Architekten Peter Salm. Die Straßenseite wurde symmetrisch in fünf Achsen errichtet. Die Mittelachse nimmt die zweiflügelige Schuleingangstür auf. Mauervorlagen und ein zierliches Vordach aus Stahlbeton mit darüberliegendem breitgelagerten Oberlicht mit stichbogigem Sturz betonen den Eingang. Das Erdgeschoss ist abweichend siebenachsig. Die schlanken hochrechteckigen Fenster von der halben Breite der Fenster im Obergeschoss geben der Fassade ihre architektonische Spannung. Die obere Reihe Fensterrahmen sind vierflügelige achsensymmetrisch geteilt, die untere nur mittig horizontal. Die Rückseite zeigt deutlich die Nutzung. Fünf Achsen teilen sich hier asymmetrisch. Die äußerste linke Achse belichtet unzweifelhaft das Treppenhaus, im Podest vom Erdgeschoss zum Keller mit einem annähernd quadratischen Fenster der gleichen Größe und Proportion wie bei den beiden vierachsig belichteten Klassenräumen. Das Podest zum Dachgeschoss verfügt nur noch über das zeittypische kreisförmige Fenster. Die ursprünglichen Fensterrahmen wurden auf der Schulhofseite ausgetauscht und erhielten eine für die sechziger Jahre typische horizontale Fensterteilung mit einem feststehenden unteren Teil und einem großen einscheibigen Flügel im Verhältnis 1:4. Das Walmdach mit einer Hauptneigung von 45 Grad ist Hohlfalzpfannen gedeckt. Auf der linken Seite schließt sich ein vierachsiger eingeschossiger Klassenanbau mit steilem Satteldach an. Der ursprüngliche Garagenzwischenbau wurde zwischenzeitlich umgenutzt. Er verbindet den ältern Bau mit dem Neubau. Diese Schule erlitt im Krieg weniger Schäden. Insgesamt stellt die Schule von Braunsrath noch weitgehend uneingeschränkt den Typus eines Schulgebäudes aus der Zeit zwischen den Weltkriegen dar. Darüber hinaus zeigt der ältere Trakt die Formen des preußischen Schulbaus des vergangenen Jahrhunderts trotz der Einwirkungen des Zweiten Weltkriegs noch annäherungsweise. Damit stellt der gesamte Bau ablesbar die Entwicklung über 50 Jahre Schulbau dar. Das Benehmen gemäß §21 (4), §3(2) DSchG wird als hergestellt angesehen, wenn von ihnen keine andere Auffassung zur Denkmaleigenschaft vorgetragen und demzufolge das o. a. Objekt nicht in der Denkmalliste eingetragen wird. | 1878                                                                       | 12. Juni 1997                                                | 110             |
| Hausfassade                      | Hausfassade                           | Braunsrath Clemensstraße 38 Karte               | Teil einer Backsteinhofanlage aus der Mitte des 19. Jahrhunderts. Das zweigeschossige Wohnhaus ist in vier Achsen und der Torachse angelegt. Türgewände und Fensterbänke sind in Blaustein. | Mitte des 19. Jahrhunderts                                                 | 3. Mai 1988                                                  | 72              |
| Hofanlage                        | Hofanlage                             | Braunsrath Clemensstraße 40 Karte               | Auf dem Rücken der Geilenkirchener Lehmplatte entwickelte sich um den Kirchhügel herum der Flecken Braunsrath. Nicht nur die guten Böden, auch die schon mehr zentrale Funktion dieses Ortes schufen einen für Waldfeucht besonderen Typ der Bebauung. Wie in Waldfeucht selbst, entstanden schon mehr kleinstädtischen Bauformen, jedoch der wirtschaftlichen Potenz der Eigentümer entsprechend, oft sogar weitaus opulenter als im heutigen Hauptort. Zu der Urbebauung gehört die vierflügelige Backsteinhofanlage Clemensstraße 40. Das giebelständige Wohnhaus in sieben Achsen mit stichbogigen Fenstern und mit Korbbogiger heute mit Ziegeln und Glasbausteinen vermauerter Einfahrt ist ein typisches Bauwerk der Architekturperiode des 19. Jahrhunderts, steht aber, wie Reste von Spuren an der sehr desolaten Scheune aufweisen, auf den Fundamenten eines Vorgängerbaus. Die Haustür ist nur über eine doppelläufige Treppe mit schmiedeeisernem Geländer zu erreichen. Die Türgewände und Fensterbänke bestehen aus Blaustein. Die Clemensstraße 40 ist die größte Hofanlage im Zentrum von Braunsrath. Eisenankersplinte datieren den Bau mit der Jahreszahl 1851. Zwei durch die Toreinfahrt getrennte Kellerfenster deuten auf zwei Keller hin. Den Abschluss zur an der Hofanlage vorbeiführenden Gasse bildet ein Giebel mit geschossweise sich verringernden Achsen, im Erdgeschoss mit drei Achsen beginnend. Die Ebenen im Giebel entsprechen nicht denjenigen im Traufanbau. Parallel zur Straße erhebt sich als Abschluss der Hofanlage eine leider bereits sehr desolate gewaltige Scheune. Diese sehr schöne Hofanlage bildet allein von seiner Größe und Gestaltung her ein einmaliges Bauwerk in Waldfeucht. Wegen der Zugehörigkeit zur Urbebauung von Braunsrath und der typischen Hofanordnung von Wohnhaus und Wirtschaftsflügeln ist die Hofanlage Clemensstraße 40 trotz der vor Erstellung des Denkmalverzeichnisses veränderten Toreinfahrt als eines der eindrucksvollsten Baudenkmälern Braunsraths bedeutet für die Bauentwicklung in Waldfeucht sowie für den Werdegang der bäuerlichen Hofanlagen bis in unsere Zeit und damit für die Geschichte der landwirtschaftlichen Arbeits- und Produktionsverhältnisse und für die Geschichte von Waldfeucht-Braunsrath und seiner Bewohner. | 1851                                                                       | 1. September 1994                                            | 96              |
| Hofanlage                        | Hofanlage                             | Braunsrath Clemensstraße 43 Karte               | Teil einer vierflügeligen Backsteinhofanlage. Das Wohnhaus ist zweigeschossig mit unregelmäßigen Fensterachsen. An der Fassade in Ankersplinten die Zahl 176 (?). An der Giebelseite des Wohnhauses in Ankersplinten 18.7. An einem Wirtschaftsflügel in Ankersplinten die Jahreszahl 1849. Die Unterschutzstellung wird zunächst auf die straßenseitige Fassade des Wohnhauses einschließlich Wohnhausdach beschränkt. | 1849                                                                       | 11. März 1999                                                | 112             |
| Hofanlage                        | Hofanlage                             | Braunsrath Clemensstraße 51 Karte               | Vierflügeliger Backsteinhof aus dem Jahre 1866. Das zweigeschossige Wohnhaus ist in 5 Achsen angelegt. Daneben ein niedriger Wirtschaftsteil mit Toreinfahrt und einem Torkeilstein mit Monogramm und die Jahreszahl 1866. Türgewände und Fensterbänke in Blaustein. | 1866                                                                       | 29. September 1992                                           | 43              |
| Hofanlage                        | Hofanlage                             | Braunsrath Clemensstraße 53 Karte               | Vierflügeliger Backsteinhof, Wohnhaus zweigeschossig in fünf Achsen, daneben zweiachsiger Wirtschaftsteil mit Toreinfahrt, Türgewände und Fensterbänke in Blaustein, im Torsturz Monogramm und die Jahreszahl 1864. Die Scheune ist 1984 eingefallen. | 1864                                                                       | 21. September 1987                                           | 67              |
| Mühlenstumpf                     | Mühlenstumpf                          | Bocket Dampfmühle 1 Karte                       | Erdholländer-Stumpf, mit ehemals befahrbarem Untergeschoss einer Windmühle, mit Toreinfahrt und mit einem Satteldach abgedeckt. Die ehemals aufstehende Kastenwindmühle wurde 1860 durch einen Brand zerstört. Ihr folgte eine hölzerne Achtkant-Mühle auf gemauertem Untergeschoss. Auch diese Mühle erlag ein knappes Jahrzehnt später einem Brand. Die Mühle wurde nicht mehr aufgebaut. Nur den gemauerten Teil ließ man stehen, befreite ihn von seinem Erdwall und versah ihn mit einem Satteldach. | vor 1860                                                                   | 29. September 1992                                           | 76              |
| Hofanlage                        | Hofanlage                             | Bocket Dampfmühle 1 Karte                       | Zweigeschossiges Wohnhaus aus Backstein mit einem Satteldach aus der zweiten Hälfte des 19. Jahrhunderts. Die Dampfmühle wurde 1852 im jetzigen Wohnhaus installiert, wegen Unwirtschaftlichkeit aber bald wieder aufgegeben. | zweite Hälfte des 19. Jahrhunderts                                         | 8. März 1994                                                 | 79              |
| ehem. Volksschule                | ehem. Volksschule                     | Brüggelchen Dorfstraße 19 Karte                 | Ehemalige Volksschule, erbaut Ende des 19. Jahrhunderts; zweigeschossig, zur Dorfstraße traufständiges Gebäude aus Backstein (geschlämmt) mit Satteldach. Die Fassade mit vier gleichmäßigen Fensterachsen, die linke Achse des Erdgeschosses bildet der Eingang mit zweiflügeliger Holztür mit Oberlicht. Tür und die einfach in die Fassade eingeschnittenen Fenster mit Segmentbögen. Fenster und Fensterteilungen sind nicht ursprünglichen Datums, harmonieren aber mit dem Charakter und der Bauzeit des Gebäudes. Ein Geschossgesims und ein Rundbogenfries unterhalb der Traufe betonen die horizontale Lagerung. An den Gebäudekanten befinden sich Ecklisenen, die im Giebel in einem Treppenfries übergehen, der mit dem Rundbogenfries der Längsseiten korrespondiert. Fries und Lisenen sind als Gliederungselemente andersfarbig gefasst hervorgehoben. Die Giebelseiten sind nur gering durchfenstert (die links durch ein Tor gestört), die Rückseite entspricht im Obergeschoss der Vorderseite (im Erdgeschoss ein moderner Anbau). Da das Gebäude lediglich einraumtief ist, führt das zu einem auffallend steil proportionierten Baukörper. Die charakteristische innere Raumaufteilung ist trotz der Nutzungsänderung noch weitgehend erhalten und nachvollziehbar: seitlicher Flur mit Treppenhaus, daneben über die gesamte Bautiefe und -fläche Klassenzimmer. 1957 wurde die Lehrerwohnung im Obergeschoss zugunsten eines Klassenraums aufgegeben. Zum Gebäude zugehörig eine halbhohe Backsteinmauer zur Dorfstraße und seitlich links, etwas zurückgesetzt. ein eingeschossiges, schuppenähnliches Nebengebäude (für Toiletten u. ä.). Beide sind von positiver räumlicher Wirkung für das Gelände, das Nebengebäude ist zudem typisch für den Bautyp „Schule“. | Ende des 19. Jahrhunderts                                                  | 4. November 1999                                             | 113             |
| weitere Bilder                   | Kapelle                               | Brüggelchen Dorfstraße 21 Karte                 | Die Kapelle aus dem Jahre 1846 ist ein Backsteinbau im Rundbogenstil mit einem Dachreiter. An der Fassade die Jahreszahl 1846 in Ankersplinten. | 1846                                                                       | 27. Oktober 1982                                             | 41              |
| Hofanlage                        | Hofanlage                             | Haaren Elsweg 3 Karte                           | Ehemaliges eingeschossiges Wohn-Stallhaus ursprünglich aus dem 17./18. Jahrhundert. Die Giebelseite wurde im 19. Jahrhundert in Ziegel erneuert, gleichzeitig wurde ein Kellergewölbe in Stichbogen errichtet. Im Innenhof ist durchgezapftes Fachwerk verbaut. | 17./18. Jahrhundert                                                        | 5. März 1990                                                 | 49              |
| Hofanlage                        | Hofanlage                             | Obspringen Engerstraße 6 Karte                  | Vierflügelige Anlage aus dem 17./18. Jahrhundert | 17./18. Jahrhundert                                                        | 13. November 2001                                            | 118             |
| Hofanlage                        | Hofanlage                             | Obspringen Engerstraße 42 Karte                 | Entlang dem oberen Kitschbach entstanden am Rande der fruchtbaren Geilenkirchener Lehmplatte eine Reihe von bäuerlichen Anwesen, die alle zum Urbautyp gehören und auf Wohnstallhäuser zurückgehen, die in der Zeit kurz nach dem Dreißigjährigen Krieg entstanden, besonders aber in Obspringen. Die in der Regel giebelständigen Häuser erhielten meist eine Scheune, die hinter, manchmal auch parallel zum Wohnhaus errichtet wurde. Später wurde an das Wohnhaus ein Wirtschaftsflügel mit Tordurchfahrt angebaut. An der erst später bebauten Engerstraße finden sich auch traufständige Bauten. Die Engerstraße 42 gehört zu diesen letzteren Bauten. Das zweigeschossige, traufständige Wohnhaus ist ein Feldbrandziegelbau in fünf Achsen mit unregelmäßiger Achsaufteilung. An der Fassade fand sich die Jahreszahl 1838 in Eisenanker. Zu dieser Datierung passt das Türgewände der hochrechteckigen Tür in seiner Form. Über dem Putzsockel erheben sich stichbogige Fenster mit Schlagläden. Ein Fenster über der Tür wurde später vermauert. Den Bau deckt ein Satteldach. Die Schornsteine befinden sich im Giebelmauerwerk, wie dieses in der Regel bei den Barockbauten der Gegend üblich war. Auch diese Elemente unterstützt die Angabe der Datierung. Wegen der Gebäudeanordnung des Wohnhauses in der Reihe mit der ebenfalls ähnlichen, jedoch für den Schulhof in der Flucht zurückspringenden Schule ist die Engerstraße 42 eines der bedeutenderen Beispiele für die Bauentwicklung in Waldfeucht und für die Geschichte von Waldfeucht und seiner Bewohner, besonders für den Werdegang der Ortslage Obspringen. Die Ausformung dieses Hauses scheint deshalb wichtig, weil sie nur in ganz wenigen Beispielen erhalten ist und weil sie eine nichtbäuerliche Baukultur in einem sonst rein landwirtschaftlich strukturierten Gebiet dokumentiert und so den Beginn der modernen Bauweise in einer historisch gewachsener Dorfstruktur seit dem vergangenen Jahrhundert darlegt. | 1838                                                                       | 1. September 1994                                            | 101             |
| Alte Schule                      | Alte Schule                           | Obspringen Engerstraße 44 Karte                 | Entlang dem oberen Kitschbach entstanden am Rande der fruchtbaren Geilenkirchener Lehmplatte eine Reihe von bäuerlichen Anwesen, die alle zum Urbautyp gehören und auf Wohnstallhäuser zurückgehen, die in der Zeit kurz nach dem Dreißigjährigen Krieg entstanden, besonders aber in Obspringen. Die in der Regel giebelständigen Häuser erhielten meist eine Scheune, die hinter, manchmal auch parallel zum Wohnhaus errichtet wurde. Später wurde an das Wohnhaus ein Wirtschaftsflügel mit Tordurchfahrt angebaut. An der erst später bebauten Engerstraße finden sich auch traufständige Bauten. Die Engerstraße 44 gehört zu diesen Bauten. Sie wurde um die Jahrhundertmitte des vergangenen Jahrhunderts als Schulbau errichtet. Es handelt sich um die typische ländliche Schule des 19. Jahrhunderts mit vermutlich zwei Klassenräumen in zwei verschiedenen Geschossen und der angebauten Lehrerwohnung. Das zweigeschossige Backsteinhaus in vier Achsen wurde über T-förmigen Grundriss errichtet. Es erhält durch einen zweiachsigen übergiebelten Seitenrisalit seine unverwechselbare Gestaltung. Im Giebeldreieck des Risalits beleuchtet ein rundes Fenster die Sandsteineinfassung und mit sternförmigen Sprossen den Speicherraum. Die übrigen Fenster sind stichbogig mit viertelsteinig zurückspringender Fasche und korbbogig vorspringender Sturzbetonung aus Ziegel. Die Fensterbänke wurden in Blaustein ausgeführt. Die zweite Achse von rechts enthält den Eingang der Schule und zur Lehrerwohnung. In der Seitenwand des Risalits befindet sich hier eine Nische, ursprünglich als Auslug. Die Giebelseite zum Nachbar ist im Erdgeschoss mit einem vermauerten Fenster versehen und im Giebeldreieck mit zwei Halbrundfenstern. Dieser Giebel ist durch einen in sein Mauerwerk verlaufenden Kamin betont. Das Dach ist mit grauen Hohlfalzziegel gedeckt und ragt auf der Hofseite des Traufbaues weit aus. Auf dem Hauptbaukörper liegen zur Zeit allerdings Frankfurter Pfannen, die hier nachträglich aufgelegt worden sind. Der durchgehende Klassentrakt verfügt auf der Rückseite über die gleichen zwei Fensterachsen wie auf der Vorderseite. Im Giebeldreieck ein stehendes Fensterformat. Die Fenster auf der Rückseite sind ebenfalls mit Stichbögen, jedoch ohne die Betonung der Stürze ausgebildet. Im traufseitig angesetzten Hauptflügel oder Wohnflügel des Lehrers verspringen auf der Rückseite die Fenster entsprechend dem Treppenhaus und dem daneben liegenden Wohnteil. Die Schule ist auf der linken Seite an die Nachbargrenze angebaut und springt hinter der Bauflucht für einen Schulhof zurück. Drei mächtige Linden beschatten den Schulhof auf der Straßenseite. Wegen des Bautyps als Schule und der Gebäudeanordnung in der Reihe mit dem ähnlichen Wohnhaus Engerstraße 42, ist die Engerstraße 44 eines der bedeutenderen Beispiele für die Bauentwicklung in Waldfeucht und für die Geschichte von Waldfeucht und seiner Bewohner, besonders für den Werdegang der Ortslage Obspringen. Die Ausformung dieses Hauses scheint deshalb wichtig, weil sie nur in ganz wenigen Beispielen erhalten ist und weil sie durch die Schulreform inzwischen nicht mehr in Gebrauch befindliche historische Gebäudeart der Schule des vergangenen Jahrhunderts dokumentiert einschließlich des historischen Schulhofes mit seinen schattenwerfenden Linden. | Mitte des 19. Jahrhunderts                                                 | 1. September 1994                                            | 102             |
| Wegekreuz                        | Wegekreuz                             | Brüggelchen Erdbrüggener Hof Karte              | Wegekreuz aus Guss- und Schmiedeeisen mit Korpus | um 1900                                                                    | 27. Oktober 1982                                             | 44              |
| Hofanlage                        | Hofanlage                             | Brüggelchen Erdbrüggener Hof 3 Karte            | Teil einer ehemaligen, dreiflügeligen Backsteinhofanlage. Das eingeschossige Wohnhaus ist dreiachsig, teilweise in Fachwerk aus dem 17./18. Jahrhundert und mit einem Walmdach. In Wirtschaftsteil Toreinfahrt, ursprünglich barocker Giebel, später verändert. Hofseitig und im Scheunentrakt ist das Fachwerk mit Lehmausfachungen. Nach Erbteilung durch Mauer geteilt. | 17./18. Jahrhundert                                                        | 21. Juni 1994                                                | 81              |
| Hofanlage                        | Hofanlage                             | Brüggelchen Erdbrüggener Hof 4 Karte            | Teil einer dreiflügeligen, eingeschossigen Backsteinhofanlage, dreiachsig mit versetztem Fensterniveau. Wohnhaus nachträglich erhöht und verputzt (nach 1900). Der Scheunentrakt ist in Fachwerk mit Lehmausfachung. Zwischen Wohnhaus und Scheune nachträglich Wirtschaftsgebäude eingebaut. (vermutlich 19. Jahrhundert). Zugehörig: Backes, Fachwerk mit Satteldach. | 19. Jahrhundert                                                            | 21. Juni 1994                                                | 82              |
| Wegekreuz                        | Wegekreuz                             | Löcken Feldgemarkung Flur 10 Karte              | Wegekreuz in Gusseisen mit Korpus aus dem Jahre 1901 auf einem gusseisernen Sockel. | 1901                                                                       | 27. Oktober 1982                                             | 25              |
| Mühlenstumpf                     | Mühlenstumpf                          | Löcken Feldgemarkung Karte                      | Die Löckener Mühle wurde 1873 ausschließlich als Ölmühle mit einem Kollergang zum Zerquetschen von Ölsaat gebaut. Noch bis 1923 wurde die Mühle betrieben. Nach der Schließung verfiel die Mühle allmählich. Kriegseinwirkungen machten den Turm schließlich zu einer Ruine. | 1873                                                                       | 29. September 1992                                           | 77              |
| Windmühle                        | Windmühle                             | Waldfeucht Feldgemarkung Flur 3, Nr. 191 Karte  | Windmühle in Backstein aus dem 18./19. Jahrhundert: Die Mühle ist noch betriebsbereit. | 18./19. Jahrhundert                                                        | 27. Oktober 1982                                             | 8               |
| weitere Bilder                   | Marienkapelle                         | Waldfeucht Feldgemarkung Flur 10, Nr. 110 Karte | Marienkapelle 1772, (restauriert: 1898); spätbarocker Backsteinsaal mit Vorraum und polygonalem Chorabschluss, im Inneren sind Kirchenbänke und Altar erhalten. | 1772                                                                       | 27. Oktober 1982                                             | 7               |
| Windmühle                        | Windmühle                             | Haaren Feldgemarkung Flur 15 Karte              | Die Windmühle, ein konischer Erdholländer (Grundsegler) aus Backstein mit besegelbaren Gitterrostflügeln (Segelgatterflügeln), wurde 1842 als Getreide- und Ölmühle von Franken erbaut. Er erstellte im Jahre 1858 eine zusätzliche Dampfmaschine. 1921 wurde das Anwesen an Jakob Verbeek aus dem holländischen St. Odilienberg veräußert. Die Familie befindet sich noch heute im Besitz der Mühle. Die Dampfmühle blieb bis zur Jahrhundertwende in Betrieb. Teile der Anlage wurden 1920, der hohe Schornstein 1940 abgetragen. In der Nacht vom 14./15. November 1940 löste ein Sturm die Ankerpflöcke und setzte die Flügel in Gang. Die Reibung der Bremse setzte das hölzerne Trieb- und Balkenwerk in Brand. Als kriegswichtiger Versorgungsbetrieb wurde der Mühlenschaft umgehend mit Flügeln, Achse und König einer in Alkmaar in Abbruch befindlichen Mühle wieder in Betrieb gesetzt. Das große Achsrad (Kammrad) stammt aus dem Jahre 1763. Bis 1950 war die Mühle in Betrieb. Bei der Dachinstandsetzung der Mühlenhaube im Jahre 1989 wurde das Schmuckbrett wieder beschriftet: „Mien Aerm send stärk, Dröm brengt mech Werk“ („Meine Arme sind stark, darum bringt mir Arbeit“) nach dem Selfkanter Mühlenlied von W. J. Spehl. Das Stellen der Haube erfolgt noch mittels Steert und Haspel. In dem Mühlenhügel wurde stumpfwinklig zur Einfahrt ein Gewölbe für die Ölmühle eingebaut. Die Räder des Kollerganges und die Natursteinfundamente der Stampfen sind erhalten geblieben den Mühlenwall überragenden Umfassungswänden der überwiegend unterirdischen Anlage. Im Anschluss an die Ölmühle wurde ebenfalls im vergangenen Jahrhundert ein unterkellertes Lagerhaus angebaut. Das nordöstlich der Mühle befindliche Backsteingebäude mit Satteldach ist vierachsig (2 Fensterachsen fassen 2 Schiebetorachsen ein). Das weitausladende Überdach auf Konsolen schützt die sich über die gesamte Traufwand hinziehende hochliegende Rampe. Der mühlenseitige Giebel verfügt im Erdgeschoss und im Giebeldreieck über eine und im Kellergeschoss über zwei Achsen. Die Windmühle von Waldfeucht-Haaren ist eine der wenigen mahlfähigen Windmühlen in Deutschland. | 1842                                                                       | 27. Oktober 1982 a) 24. April 1997 b) + c)                   | 39              |
| 10 Grabstätten auf Friedhof      | 10 Grabstätten auf Friedhof           | Waldfeucht Friedhof Karte                       | Die genannten Grabsteine sind als Zeugnisse der Geschichte des Friedhofes, seiner historischen Dimension und als Denkmale der Grabstätten bedeutender Persönlichkeiten des Ortes bedeutend für Waldfeucht. An ihrer Erhaltung besteht aus wissenschaftlichen, hier ortsgeschichtlichen Gründen ein öffentliches Interesse. 1. Grabstätte Tholen/Windelen (Priestergrab links): Um 1920 polierter schwarzer Granit. Kreuz auf hohem Postament. Inschrift über den Namen: Hier ruht in Gott/unser Priester; im Sockel: Mein Jesus Barmherzigkeit. Friedr. Wilhelm Tholen 25. Nov. 1855 – 17. Juli 1922, Johannes Wilh. Windelen 2. Sept. 1905 – 19. Okt. 1980 F. W. Tholen war Pfarrer v. Waldfeucht 1914–1922 J. W. Windelen war Pfarrer in Lindern 1946–1960 Probst v. Kornelimünster 1960–1976 2. Grabstätte Vraetz (Priestergrab Mitte): Um 1925, Naturstein. Seitlich zwei kleine Halbsäulen auf Sockel, darüber flacher geschweifter Giebel, bekrönend Kruzifix: in der Mitte zwischen den Säulen Inschriftplatte: „Hier ruht in Gott/unser lieber Bruder, Schwager, Oheim/der hochwürdige Herr Jubilarpriester/Dominikus Vraetz/Pfarrer in Giesenkirchen von 1896 bis 1917/geb. zu Waldfeucht 1849 gest./daselbst 1924“ unten: „Mein Jesus Barmherzigkeit“ Dominikus Vraetz: Geboren 1. Juni 1849 in Waldfeucht, zum Priester geweiht 1873 zu Cöln, dann zwei Monate im Kloster der Franziskanerinnen in Essen, März 1874 Pfarrverwalter in Schönau bei Münstereifel; 22. Jan. 1875 in Waldfeucht im Elternhaus verhaftet und zur Verbüßung einer 14-tägigen Gefängnisstrafe wegen nicht gezahlter rückständiger Strafgelder nach Aachen gebracht; von Herbst 1875 – 23. April 1982 Kaplan in Zellingen, Diözese Würzburg, von da bis Sept. 1884 Hausgeistlicher auf Schloss Linnep, Dekanat Ratingen; 26. Sept. 1984 Privatgeistlicher in Ründeroth, 9. Febr. 1886 Hilfsgeistlicher, Ende 1887 Pfarrer daselbst; 28. Nov. 1896–1917 Pfarrer in Giesenkirchen; seit 1. Dez. 1917 emeritiert in seiner Heimatstadt Waldfeucht. (zit. aus Heimatkalender 1968, S. 50) Vraetz wirkte teilweise noch als Vertreter des erkrankten Pfarrers Tholen, nach dessen Tod auch als Pfarrverwalter. Er bewohnte nach 1917 das Zollamt-Haus, ehem. Haus des Bürgermeisters Hack. (vgl. Heimatkalender 1967, S. 80) 3. Grabstätte Otten (Priestergrab rechts): Unter 1910, Naturstein. Kleines gestuftes Postament, darauf große Figur des Hirten als Priestersymbol: Inschrift auf Platte am Sockel: „Hier ruht in Gott/der hochw. Jubilarpriester/Monsignore/Wilh. Otten/Pfarrer von Bergheim a. d. Sieg in Ruhe,/Ehrendechant des Dekanates Siegburg,/Ehrenkammer Sr. Heiligkeit,/geb. 25. April 1848, gest. 16. Januar 1928.“ Wilhelm Otten, gebürtig aus Brüggelchen. „Seit seiner Emeritierung am 01.12.1924 bewohnte er das Schlösschen in Waldfeucht. Der Gemeinde schenkte er ein Grundstück von ca. 9 ar zum Bau eines Jugendheimes“ (zit. aus Heimatkalender 1968. S. 55) 4. Grabstätte Janssen: Um 1910, Naturstein; schlichte querrechtwinklige Rückwand, mittig in Kreuzform überhöht, davor auf Sockel galvanoplastisches Christusrelief (gesenktes Haupt mit Dornenkrone), mit Inschrift „Vollbracht“ Inschrift im Sockel: „Auf Wiedersehen“, seitlich rechts oben: „Gerhard Hub. Janssen/6. Juni 1844-22. Octbr 1911“, seitlich links: „Frau Sanitaetsrat Dr. med./Helene Janssen/geb. Habetz/21. Juni 1848/14. März 1928“. Sign.: Wilhelm Steckel, Heinsberg Rhld. Witwe Helene Janssen verkaufte 1917 das Schlösschen an Wilhelm Otten (vgl. Heimatkalender 1967, S. 80). 5. Grabstätte Müllem: Um 1935, Naturstein. Schlichtes Kreuz mit Skulptur eines stehenden Engels. Davor links und rechts Inschriftsteine liegend: Links „Hubert Müllem/Bürgermeister i. R./fand hier nach/arbeitsreichem Leben/seine letzte Ruhe/* 17.2.1859 + 13.XII. 1934“, Rechts; „Um ein stilles Gebet/Bittet seine Gemahlin/Ottilie Müllem/geb. Herfs/....1869 1945“ Hubert Müllem, 1896–1924 Bürgermeister von Waldfeucht. „Er war ein fleißiger Beamter alten Schlages und persönlich ein überzeugter guter Katholik. Die eintretende Geldentwertung hat seinen Plan, der Gemeinde ein Krankenhaus zu bauen, vereitelt. Lange Jahre hindurch hatte er diesen Plan mit außerordentlichem Eifer und einer manchmal zu großer Sammeltätigkeit verfolgt“ (zit. aus Heimatkalender 1968, S. 51). 6. Grabstätte Humpertz (Priestergrab rechts): Um 1895, Naturstein; relativ stattliches Grabmal mit Strebepfeilerarchitektur auf Sockel; mittig spitzbogig übergiebelte Nische mit kleiner Statue Christus als Hirte; Inschrift auf Platte am Sockel: „Hier ruht/der/hochwürdige Herr/Wilh. JHR Humpertz/Pfarrer zu Waldfeucht/geb. am 24. Sept. 1833/gest. am 13. Dez. 1894/RIP/Gewidmet/v.d. Familie Humpertz“ rechts unter sign.: J. Wolks. Der Bildhauer Jakob Wolks war als Nachfolger von T. Goertz Inhaber der bekannten Waldfeuchter Bildhauerwerkstatt. 7. Grabstätte Lennartz (Priestergrab Mitte): Um 1910, Naturstein; schlichtes Kreuz auf Postament, kleines Kelchrelief an mehrfach gestuftem Kreuzsockel, darunter Inschriftplatte: „Hier ruht/der hochwürdige Herr/Leonhard Lennartz/Pfarrer in Echtz/früher Dechant/des Dekanats Blankenheim/geb. 4. Aug. 1858 zu Waldfeucht/gest. 19. Apr. 1912/zu Aachen/RIP“. Darunter Grabplatte f. Pfarrer Heinrich Wasser, 1953–1968 Pfarrer in Waldfeucht. 8. Grabstätte Lückerath (Priestergrab links): Um 1915, Naturstein: einfaches Kreuz auf Postament mit Inschriftplatte: „Hier ruht in Gott/unser Bruder und Oheim/der hochwürdige Herr/Wilh./Lückerath/Pfarrer in Waldfeucht/geb. 4. Okt. 1848/gest. 6. Jan. 1914/RIP“. Darunter weitere Inschriftplatt: „Gedenket!/dass ich nicht aufgehört habe/Euch zu ermahnen“. Wilhelm Lückerath war Rektor der Höheren Schule in Heinsberg und danach Pfarrer in Waldfeucht. 9. Grabstätte Goertz (rechts): Um 1900, Marmorkreuz auf Postament aus poliertem schwarzen Granit mit Inschrift, darunter Sockel aus rustiziertem Basaltlavagestein: „Zum Andenken/an den Apotheker/Herrn Hubert Josef Goertz/von Waldfeucht/geboren am 21. Mai 1846/gestorben am 24. September 1898/In Liebe und Dankbarkeit gewidmet/von der Molkerei-Genossenschaft/zu Waldfeucht.“ 10. Grabstätte Hack (links): Um 1900, Naturstein; Kreuz auf Postament. Inschrift im Kreuz: „Mein Jesus Barmherzigkeit“, darunter Inschrift: „Hier ruht/Anton Hack/Bürgermeister/geb. 6. Febr. 1844/gest. 3. Dez. 1895/RIP/Josephine Hack/geb. Keulen/geb. 1. Juni 1848/gest. 11. Dez. 1918“ | 1890                                                                       | 25. Januar 2001                                              | 116             |
| Wegekreuz                        | Wegekreuz                             | Brüggelchen Furter Straße 1 Karte               | Wegekreuz aus Guss- und Schmiedeeisen mit Korpus um 1900 auf einem Betonsockel. | um 1900                                                                    | 27. Oktober 1982                                             | 45              |
| Wegekreuz                        | Wegekreuz                             | Bocket Hartweg 4 Karte                          | Wegekreuz aus der zweiten Hälfte des 19. Jahrhunderts, Guss- und Schmiedeeisen mit Korpus, neugotischer Werksteinsockel. | zweite Hälfte des 19. Jahrhunderts                                         | 27. Oktober 1982                                             | 11              |
| Wegekreuz                        | Wegekreuz                             | Bocket Hartweg 46 Karte                         | Altes Missionskreuz (1870) aus Holz, moderner Umbau, ein Stein mit der Jahreszahl 1725 und kleiner darunter 180_, wahrscheinlich 1870. | ursprünglich 1725                                                          | 27. Oktober 1982                                             | 12              |
| Hofanlage                        | Hofanlage                             | Bocket Hartweg 49 Karte                         | Bocket erscheint als Ort schon in den Jahren 1276 und 1289. Die Pfarrei wurde erst im Jahre 1851 von Waldfeucht abgetrennt, der jetzige Bau wurde in den Jahren 1887/88 nach den Plänen des Architekten von Fisenne errichtet. Bis zum Krieg bestand das Fachwerkhaus des 17. Jahrhunderts, Nr. 113. Am Rande der fruchtbaren Geilenkirchener Lehmplatte entstand eine Reihe von bäuerlichen Anwesen, die alle zum Urbautyp gehören und auf Wohnstallhäuser zurückgehen, die in der Zeit kurz nach dem Dreißigjährigen Krieg entstanden. Der Hartweg 49 ist die Weiterführung einer solchen Hofanlage im 17., 18. und 19. Jahrhundert. Die dreiflügelige Hofanlage ist zur Straße hin durch das zweigeschossige, giebelständige Wohnhaus mit traufständigem Anbau in fünf Achsen mit linksangebautem eingeschossigem Anbau abgeschlossen. Es handelt sich um eine Fachwerk-Ziegelmischkonstruktion mit über die Dachfläche hinausragendem Giebel in zwei Achsen, wie er nur bis in die Barockzeit im Kreisgebiet üblich war. Er nimmt noch die Baudisposition des Vorgängerbaus ein und zeigt auf dem Giebel eine Natursteintafel mit der Darstellung eines Brauerzeichens. Auf die Brauerei weist ebenfalls noch die Ausbeulung des ehemaligen Brauereiofens in der straßenseitigen Fassade des linken eingeschossigen Brauhausofens hin. Die Fenster im Giebeldreieck bestehen noch in der ursprünglichen Größe, die übrigen weisen die Formen des Umbaus auf, der durch Ankersplinte auf 1803 datiert ist. Die Fenster im traufständigen Teil haben eine deutlich andere Bankebene wie die im Giebel, was auf die Umbauphase zurückzuführen ist. Ein Traufgesims unter dem knapp überstehenden Dach ist hier ausnahmsweise nicht ausgeführt worden. Die ehemalige Nutzung als Brauerei und Gasthaus ist noch deutlich ablesbar, wobei das rückwärtige Fachwerk und ein alter Keller auf den Vorgängerbau hinweisen. | 1803                                                                       | 1. September 1994                                            | 100             |
| Wohnhaus ohne Wirtschaftsgebäude | Wohnhaus ohne Wirtschaftsgebäude      | Bocket Hartweg 50 Karte                         | Teil einer zweigeschossigen, dreiflügeligen Hofanlage in Backstein um 1800. Das giebelständige Wohnhaus ist dreiachsig mit einer zusätzlichen Eingangsachse. Links Einfahrtflügel mit korbbogiger Toreinfahrt. Um 1900 wurde das Gebäude mit Bänderputz versehen. Fenster mit Putzgewänden. Giebeldreieck und Fensterbänke im Obergeschoss durch Putzgesims betont. | um 1800                                                                    | 3. Mai 1988                                                  | 71              |
| Hofanlage                        | Hofanlage                             | Bocket Hartweg 51 Karte                         | Bocket erscheint als Ort schon im Jahre 1276 und 1289. Die Pfarrei wurde erst im Jahre 1851 von Waldfeucht abgetrennt, der jetzige Bau in den Jahren 1883 nach den Plänen des Architekten von Fisenne errichtet. Bis zum Krieg bestand das Fachwerkhaus des 17. Jahrhunderts, Nr. 113. Am Rande der fruchtbaren Geilenkirchener Lehmplatte entstand eine Reihe von bäuerlichen Anwesen, die alle zum Urbautyp gehören und auf Wohnstallhäuser zurückgehen, die in der Zeit kurz nach dem Dreißigjährigen Krieg entstanden. Der Hartweg 51 ist die Weiterführung einer solchen Hofanlage im 17., 18. und 19. Jahrhundert. Das zweigeschossige, traufständige Wohnhaus in sechs Achsen ist eine einheitliche Ziegelkonstruktion aus dem 19. Jahrhundert, die durch Ankersplinte auf 1883 datiert ist. Es begrenzt die dreiflügelige Hofanlage zur Straße hin. Die Türeinfassung und das zweifach gekuppelte Schaufenster weisen die Formen eines weiteren Umbaus um die Jahrhundertwende auf. Die ursprüngliche Gestaltung bestand aus einem fünfachsigen Wohnhaus mit mittlerer symmetrisch angeordneter Haustür. Die in der linken Achse befindliche korbbogige Toreinfahrt ist mit einem schlichten Ziegelsturz verziert. Das Traufgesims unter dem knapp überstehenden Dach ist durch einen Klötzchenfries verziert. Das Schaufenster überdeckt ein Architrav aus Stuck, der von verzierten Leibungen getragen wird. In der Brüstung deuten Kellerfenster eine Unterkellerung unter dem Laden an. Hinter dem Haus befindet sich noch die ursprünglich hofnahe Baumwiese. Wegen der für die Entwicklung der bäuerlichen Hofanlagen besonderen Ausprägung als Ladenbau und der noch deutlich ablesbaren eigenen Gestaltung ist der Hartweg 51 bedeutend für die Bauentwicklung in Waldfeucht, für die Geschichte der land- und versorgungswirtschaftlichen Arbeits- und Produktionsverhältnisse und für die Geschichte von Waldfeucht-Bocket und seiner Bewohner. | 1883                                                                       | 1. September 1994                                            | 90              |
| Hofanlage                        | Hofanlage                             | Bocket Hartweg 53 Karte                         | Dreiachsiger, zweigeschossiger Ziegelbau von 1861, datierter Stein mit Erbauernamen und Datum im ersten Obergeschoss eingemauert. Das Haus trägt ein Satteldach und wird durch Klötzchenfries als Traufgesims verziert. Türgewände, Sockel und Fensterbänke sind verputzt, rechts korbbogige Toreinfahrt. | 1861                                                                       | 1. September 1994                                            | 83              |
| Gaststätte                       | Gaststätte                            | Bocket Hartweg 55 Karte                         | Ehemalige zweigeschossige Winkelhofanlage, zweiachsig, links Toreinfahrtflügel mit korbbogiger Durchfahrt. Die Fassade des 18. Jahrhunderts wurde kurz nach 1900 in den damals üblichen Formen verputzt. Türeinfassung und Fensterbänke in Blaustein. | 18. Jahrhundert                                                            | 29. September 1992                                           | 74              |
| Kreuz in der Kapelle             | Kreuz in der Kapelle                  | Haaren Heerstraße 21 Karte                      | Kruzifixus in einer modernen Kapelle. Mitte des 19. Jahrhunderts gefasst an einem neuen Kreuz. | Mitte des 19. Jahrhunderts                                                 | 27. Oktober 1982                                             | 36              |
| Mariensäule                      | Mariensäule                           | Waldfeucht Hondschaftsweg, Ende Karte           | Wegekreuz als Mariensäule | unbekannt                                                                  | 27. Oktober 1982                                             | 48              |
| weitere Bilder                   | Kath. Pfarrkirche St. Johannes        | Haaren Johannesstraße 2 Karte                   | Die kath. Pfarrkirche „St. Johannes“ in Haaren ist ein Langhausbau mit Turmunterbau aus dem Jahre 1821–1824, Turm aus 1866, Erweiterung durch Chor und Querschiff 1913–1914 und Wiederaufbau 1947. Die neugotische Backsteinkirche als Langhaus mit breitem Saal, daran anschließend Querhaus mit Konchen und Chor mit Nebenchören und polygonaler Apsis. Von der alten Ausstattung erhalten u. a. die Kirchenbänke, der Fußboden, die Beichtstühle und die Orgelbühne, Westturm in einer Rosette über dem Portal 1866 datiert. | 1821                                                                       | 5. März 1990                                                 | 37 Wikidata     |
| Kath.Pfarrhaus                   | Kath.Pfarrhaus                        | Haaren Johannesstraße 4 Karte                   | Entlang dem Kitschbach entstanden am Rande der fruchtbaren Aldenhovener Lehmplatte eine Reihe von bäuerlichen Anwesen, die alle zum Urbautyp gehören und auf Wohnstallhäuser zurückgehen, die in der Zeit kurz nach dem Dreißigjährigen Krieg entstanden. Die im Bruchgebiet einzeln stehenden Höfe zeigen sich heute noch in Bau der Kluse beispielhaft. Von 1821 bis 1824 wurde die neue Kirche auf freiem Felde errichtet, um die sich die Ortschaft Neuhaaren bildete. Im Anschluss an den Kirchenneubau entstand das Pfarrhaus. Der Bevölkerungszuwachs ließ eine Schule erforderlich werden, die in der Nachbarschaft zur Kirche an der Johannesstraße errichtet. Im Jahre 1819 wurde Johannes Baptist Cremer aus Aachen von der Regierung beauftragt, gemeinsam mit dem Kirchenvorstand und der Gemeindeverwaltung, einen Bauplatz für die Kirche zu bestimmen und einen Bauplan vorzulegen. So ist davon auszugehen, dass auch das 1824 bis 1825 errichtete zweigeschossige, giebelständige Backsteinhaus in vier Achsen von dem gleichen Baumeister stammt. Die Giebelmauer überragen die Dachfläche noch in der Art des Barock. Die symmetrisch aufgeteilte Fassade mit ihren stichbogigen Stürzen und den zwei kleinen typischen Giebelfenster verleihen dem Pfarrhaus sein eigentümliches Aussehen. Eisenanker im Giebel geben die Buchstaben C, G, F, H, wieder. Die Fensterbänke sind in Blaustein gehalten, ebenso in der der Kirche zugewandten Traufwand die Türeinfassung mit Keilstein und der Inschrift: IHS 1824. Diese Seite ist dreiachsig. Das Erdgeschoss verfügt noch über Blausteinfensterbänke; im Obergeschoss sind die nicht mehr vorhanden. Durch den späteren Anbau des Ganges zur Sakristei wurde im Obergeschoss ein Fenster flächenbündig geschlossen; im Erdgeschoss ist das gegenüberliegende Fenster zu anderem Anlass zurückspringend geschlossen worden. Auf der gegenüberliegenden Seite wurde ein dreiachsiger, eingeschossiger Gemeindesaal angebaut. Weitere Anbauten folgten im 20. Jahrhundert auf der Rückseite. Die inzwischen rar gewordenen Rollladenkästen stammen aus dem frühen 20. Jahrhundert mit Verkleidung aus geprägten Zinkabdeckungen. Das vermutlich auf den bedeutenden Aachener Baumeister Cremer zurückliegende Gebäude ist noch in der ursprünglichen Fassadengestaltung nachvollziehbar. Die anspruchsvollen Details sind ungestört erhalten, danach liegen für die Erhaltung und Nutzung gemäß § 2 DschG künstlerische und wissenschaftliche, hier besonders baugeschichtliche Gründe vor. Das Objekt ist auch als Denkmal im Ensemble aufzufassen, da es im Zusammenhang mit den ensemblebildenden Bauwerken an der Johannesstraße steht, womit auch noch städtebauliche Gründe vorliegen. Da Pfarrhaus und Kirche die Keimzelle zur Entstehung von Neuhaaren bildeten, ist das Objekt bedeutend für die Geschichte Haarens und seiner Bewohner und damit besteht das nach dem Gesetz vorgeschriebene öffentliche Interesse. | 1825                                                                       | 28. März 1995                                                | 95              |
| Hofanlage                        | Hofanlage                             | Haaren Johannesstraße 6 Karte                   | Entlang dem Kitschbach entstanden am Rande der fruchtbaren Aldenhovener Lehmplatte eine Reihe von bäuerlichen Anwesen, die alle zum Urbautyp gehören und auf Wohnstallhäuser zurückgehen, die in der Zeit kurz nach dem Dreißigjährigen Krieg entstanden. Die im Bruchgebiet einzeln stehenden Höfe zeigen sich heute noch in Bau der Kluse beispielhaft. Im 19. Jahrhundert wurde die Ortschaft Neuhaaren gegründet und eine Kirche errichtet. Der Bevölkerungszuwachs ließ eine Schule erforderlich werden, die in der Nachbarschaft der Kirche an der Johannesstraße errichtet wurde. Die Johannesstraße 6 ist eine dreiflügelige Backstein-Hofanlage aus der Mitte des 19. Jahrhunderts. Das zweigeschossige Wohnhaus in fünf Achsen schließt den Hof zur Straße hin ab. Die stichbogigen Fenster sind mit Natursteinbänken und im Erdgeschoss mit Schlagläden versehen. Die hochrechteckige Haustür mit Natursteineinfassung verfügt über ein Oberlicht. Auf der rechten Seite der Straßenfassade führt eine flache korbbogige Toreinfahrt in das Hofinnere. Darüber befindet sich eine Ladeluke mit einem Wellblechschlag. Daneben befindet sich eine Achse mit Wirtschaftsflügel-Fenster. Der Putzsockel und das Traufgesims als gestufter Klötzchenfries begrenzen die Fassade. Die Kamine in Giebelwänden verdeutlichen, dass der Bau in einer älteren Tradition errichtet wurde. Angebaut wurde zur Querstraße ein eingeschossiger Wirtschaftsflügel in 2 Achsen vermauerten Fenstern und einer ebenfalls vermauerten Eingangstür. Daran schließt der Giebel eines anderen Wirtschaftsflügel an, mit drei vermauerten Fenstern und zwei vermauerten Luken im Giebeldreieck. Kopfbäume vor dem zurückliegenden Haus verkomplettieren das unverwechselbare Erscheinungsbild. Wegen der typischen Hofanordnung von Wohnhäuser und Wirtschaftsflügeln ist die Johannesstraße 6 ein bedeutendes Beispiel für die Bauentwicklung in Waldfeucht, besonders für den Ortskern von Haaren in unmittelbarer Nähe der Kirche, sowie für den Werdegang der bäuerlichen Hofanlagen bis in unsere Zeit, für die Geschichte der landwirtschaftlichen Arbeits- und Produktionsverhältnisse und für die Geschichte von Waldfeucht und seiner Bewohner. Die Ausformung dieses Hofes scheint deshalb besonders wichtig, weil sie nur in wenigen Beispielen noch erhalten ist und weil mit dem Strukturwandel in der Landwirtschaft der historisch gewachsene Bautyp aus wirtschaftlichen und arbeitstechnischen Gründen hinfällig wurde. | Mitte des 19. Jahrhunderts                                                 | 16. Februar 1995                                             | 86              |
| ehem. Volksschule Neuhaaren      | ehem. Volksschule Neuhaaren           | Haaren Johannesstraße 10 Karte                  | Entlang dem Kitschbach entstanden am Rande der fruchtbaren Geilenkirchener Lehmplatte eine Reihe von bäuerlichen Anwesen, die alle zum Urbautyp gehören und auf Wohnstallhäuser zurückgehen, die in der Zeit kurz nach dem Dreißigjährigen Krieg entstanden. Die im Bruchgebiet einzeln stehenden Höfe zeigen sich heute noch in Bau der Kluse beispielhaft. Im 19. Jahrhundert wurde die Ortschaft Neuhaaren gegründet und eine Kirche errichtet. Der Bevölkerungszuwachs ließ eine Schule erforderlich werden, die in der Nachbarschaft der Kirche an der Johannesstraße errichtet wurde. Die Johannesstraße 10 ist ein zweieinhalbgeschossiges Gebäude in zehn Achsen mit Mittelrisalit und Zwerchgiebel vor dem alles überdeckenden Walmdach. Der weißgeschlämmte Backsteinbau erhielt unter dem Zwerchgiebel einen Schwebegiebel des 19. Jahrhunderts. Die Geschosse wurden auf der Fassade durch Gesimse in Deckenhöhe deutlich gliedernd sichtbar gemacht. Die stichbogigen Klassenfenster hatten ursprünglich auf der rechten Seite drei Flügel auf den übrigen Seiten zwei Flügel, jeweils mit Oberlicht. Im Gegensatz zu vielen anderen Schulen erhielt die von Haaren einen Mitteleingang für Jungen und Mädchen. Um 1976 wurde die inzwischen stillgelegte Schule zum Wohnhaus mit Gastronomiebetrieb umgebaut. Dabei blieb die äußere Gestalt bis auf den Schlämmanstrich unangetastet. Vor dem Schulhaus befindet sich der ehemalige Schulhof, erkennbar an der dort noch vorhandenen Bäumen. Wegen der für die Entwicklung der Schulen im Kreis Heinsberg besonderen Ausprägung und Gestaltung ist die Johannesstraße 10 bedeutend für die Bauentwicklung in Waldfeucht, für die Schulgeschichte und für die Geschichte von Waldfeucht und seiner Bewohner. | 19. Jahrhundert                                                            | 16. Februar 1995                                             | 87              |
| Holzkreuz                        | Holzkreuz                             | Haaren Kapelle Haaserdriesch Karte              | Kreuz in der Kapelle Haaserdriesch. Das Holzkreuz mit Kreuzblume stammt aus dem Ende des 19. Jahrhunderts. Der Korpus mit neuerer laienhafter Fassung. Die Backsteinkapelle stammt aus Anfang des 20. Jahrhunderts. | Holzkreuz: Ende des 19. Jahrhunderts; Kapelle: Anfang des 20. Jahrhunderts | 27. Oktober 1982                                             | 35              |
| Pfarrhaus St. Josef              | Pfarrhaus St. Josef                   | Bocket Kirchstraße 2 Karte                      | Pfarrhaus St. Josef aus der zweiten Hälfte des 19. Jahrhunderts. Zweigeschossiges Backsteinhaus in vier Fensterachsen. Das Haus ist weiß geschlämmt, Türgewände und Fensterbänke in Blaustein. | zweite Hälfte des 19. Jahrhunderts                                         | 27. Oktober 1982                                             | 13              |
| weitere Bilder                   | Kath.Pfarrkirche St. Josef            | Bocket Kirchstraße 4 Karte                      | Die dreischiffige, neugotische Backstein Basilika stammt aus der zweiten Hälfte des 19. Jahrhunderts. Sie hat einen polygonalen Chor und einen Westturm, ist innen verputzt und mit der alten Ausstattung erhalten. Dazu gehören Chorgestühl, Mensa des Hochaltars sowie einige Figuren, u. a. einige Skulpturen aus der Vorgängerkirche. | Kirche zweite Hälfte des 19. Jahrhunderts; Orgel 1892                      | 27. Oktober 1982                                             | 14 Wikidata     |
| Hofanlage                        | Hofanlage                             | Bocket Kirchstraße 31 Karte                     | Bocket erscheint als Ort schon im Jahre 1276 und 1289. Die Pfarrei wurde erst im Jahre 1851 von Waldfeucht abgetrennt, der jetzige Bau in den Jahren 1887/1888 nach den Plänen des Architekten von Fisenne errichtet. Bis zum Krieg bestand das Fachwerkhaus des 17. Jahrhunderts, Nr. 113. Am Rande der fruchtbaren Geilenkirchener Lehmplatte entstand eine Reihe von bäuerlichen Anwesen, die alle zum Urbautyp gehören und auf Wohnstallhäuser zurückgehen, die in der Zeit kurz nach dem Dreißigjährigen Krieg entstanden, aber alle nicht mehr die Qualität des zerstörten Hauses Nr. 113 erreichen. Die Kirchstraße 31 ist die Weiterführung einer solchen Hofanlage im 17., 18. und 19. Jahrhundert und entstand in der zweiten Hälfte des 19. Jahrhunderts als einheitliche Ziegelkonstruktion über einer älteren Fachwerkanlage. Das vierachsige und zweigeschossige Wohnhaus begrenzt den Hof zur Straße hin. In dem rechtsanschließenden Wirtschaftsteil ist eine hohe korbbogige Toreinfahrt eingelassen, neben der sich eine Luke im Obergeschoss befindet. Die hochrechteckigen Fenster sind mit scheitrechtem Sturz überdeckt und im Erdgeschoss mit Schlagläden aus Holz versehen. Die Eingangstür war über zwei Stufen vor dem Hauseingang zu erreichen. Die schlichte Ziegelwand ist mit ebenfalls schlichten Eisenankern verziert. Die Bauten sind mit Satteldach überdeckt, unter dem sich ein Traufgesims als gestufter Klötzchenfries befindet. Kamine in den Giebelwänden lassen einen Bezug zu einer barocken Bauphase erkennen. Die hinter dem Hof liegende Fachwerkscheune ist wesentlich älter. Damit wird der Eindruck durch die Giebel bestätigt, dass die Gasamtanlage ein höheres Alter hat, als nach der Fassade anzunehmen ist. Wegen der für die Entwicklung der bäuerlichen Hofanlagen besonders gut erhaltenen Ausprägung und der noch deutlich ablesbaren eigenen Gestaltung ist die Kirchstraße 31 bedeutend für die Bauentwicklung in Waldfeucht, für die Geschichte der landwirtschaftlichen Arbeits- und Produktionsverhältnisse und für die Geschichte von Waldfeucht-Bocket und seiner Bewohner. | Mitte des 19. Jahrhunderts oder früher                                     | 1. September 1994                                            | 103             |
| Sient-Jans-Klus                  | Sient-Jans-Klus                       | Haaren Kluserweg 27 Karte                       | Vierflügeliger Backsteinhof aus der Mitte des 19. Jahrhunderts. Der Kern des Hauses ist älter, die Gebäude sind weiß geschlämmt, die Wirtschaftsgebäude zum Teil in Fachwerk. Das Wohnhaus ist zweigeschossig in vier Achsen. An der Ecke eine Backstein-Wegekapelle aus dem Ende des 19. Jahrhunderts mit einer Kreuzigungsgruppe. | Mitte des 19. Jahrhunderts                                                 | 27. Oktober 1982                                             | 38              |
| Wohnhaus                         | Wohnhaus                              | Waldfeucht Kranenstraße 3 Karte                 | Dreiflügeliger, zweigeschossiger Backsteinhof mit unregelmäßigen Fensterachsen. Fensterbänke in Blaustein. | Mitte des 19. Jahrhunderts                                                 | 29. September 1992                                           | 65              |
| Scheune                          | Scheune                               | Waldfeucht Krummstraße 6 Karte                  | Die Scheunenanlage Krummstraße 6 gehört zu den wenigen noch erhaltenen historischen Wirtschaftsgebäuden, an denen von ihrem Erscheinungsbilg her die mittelalterliche Stadtbefestigung Waldfeuchts ablesbar ist. | 18. Jahrhundert                                                            | 17. Dezember 2002                                            | 121             |
| Backsteinhof                     | Backsteinhof                          | Waldfeucht Krummstraße 30 Karte                 | Vierflügeliger Backsteinhof mit vier Fensterachsen und einer Toreinfahrt, danach eine weitere Achse und eine Toreinfahrt und drei Fenster. Das zweigeschossige Wohnhaus mit einem Satteldach versehen, die Fensterbänke sind in Blaustein. | zweite Hälfte des 19. Jahrhunderts                                         | 30. September 1986                                           | 55              |
| Schlösschen Waldfeucht           | Schlösschen Waldfeucht                | Waldfeucht Lambertusstraße 13 Karte             | Ehemalige wasserumwehrte Schlossanlage aus dem 17./18. Jahrhundert, Kern mittelalterlich. Wohnhaus zweigeschossig in neun Achsen, Backstein weiß geschlämmt mit Walmdach. An der Fassade die Jahreszahl 1710 in Ankersplinten. Das Wirtschaftsgebäude später erbaut. Heute Nutzung durch die Gemeindeverwaltung. | 17./18. Jahrhundert                                                        | 27. Oktober 1982                                             | 6               |
| Hofanlage                        | Hofanlage                             | Selsten Landstraße 30 Karte                     | Auf dem Rücken der Geilenkirchener Lehmplatte entwickelte sich um den Kirchhügel herum der Flecken Braunsrath. Nicht nur die guten Böden, auch die schon mehr zentrale Funktion dieses Ortes schufen einen für Waldfeucht besonderen Typ der Bebauung. Wie in Waldfeucht selbst, entstanden schon mehr kleinstädtischen Bauformen, jedoch der wirtschaftlichen Potenz der Eigentümer entsprechend, oft sogar weitaus opulenter als im heutigen Hauptort. Die ursprüngliche Verbindung von Waldfeucht nach Heinsberg führte über Frilinghoven und Braunsrath. Erst zur Franzosenzeit wurde die neue Verbindung zwischen Selsten und Braunsrath hindurch über Hontem nach Waldfeucht errichtet. An deren Kreuzung mit der alten Verbindungsstraße der Orte Selsten und Braunsrath entstanden sich diagonal gegenüberliegend zwei Höfe. Die Landstraße 30 ist eine dreiflügelige Backsteinhofanlage aus der zweiten Hälfte des 19. Jahrhunderts. Das traufständige zweigeschossige Wohnhaus mit seinen fünf Achsen mit zusätzlicher korbbogiger Toreinfahrt und den zwei Achsen im Giebel bildet den unübersehbaren Blickpunkt für den Reisende aus Richtung Heinsberg. Die Giebelseite ist nachträglich verputzt und geschlämmt worden. Die Türeinfassung und der Sockel bestehen aus Putz. Die Anlage wird vom Satteldach überdeckt, die Kamine befinden sich in der Giebel- bzw. Brandmauern. Die Wirtschaftsgebäude wurden zwar in den Jahren 1948–1954 erneuert, jedoch ist die Hofanlage prägend für die Landschaft und den Straßenzug. Wegen der historisch bedeutsamen Lage und der typischen Hofanordnung von Wohnhaus und Wirtschaftsflügeln sowie der Weiterentwicklung der historischen Hofformen nach dem Zweiten Weltkrieg ist die Landstraße 30 trotz der Erneuerung der Wirtschaftsgebäude in den vierziger Jahren bedeuten für die Bauentwicklung in Waldfeucht, sowie für den Werdegang der bäuerlichen Hofanlagen bis in unsere Zeit und damit für die Geschichte der landwirtschaftlichen Arbeits- und Produktionsverhältnisse und für die Geschichte von Waldfeucht-Braunsrath sowie Waldfeucht-Selsten und ihrer Bewohner. Die Ausformung dieses Hofes scheint deshalb besonders wichtig, weil mit dem Strukturwandel in der Landwirtschaft der historisch gewachsene Bautyp aus wirtschaftlichen und arbeitstechnischen Gründen hinfällig wurde. | zweite Hälfte des 19. Jahrhunderts                                         | 1. September 1994                                            | 93              |
| Hofanlage                        | Hofanlage                             | Selsten Landstraße 33 Karte                     | Auf dem Rücken der Geilenkirchener Lehmplatte entwickelte sich um den Kirchhügel herum der Flecken Braunsrath. Nicht nur die guten Böden, auch die schon mehr zentrale Funktion dieses Ortes schufen einen für Waldfeucht besonderen Typ der Bebauung. Wie in Waldfeucht selbst, entstanden schon mehr kleinstädtischen Bauformen, jedoch der wirtschaftlichen Potenz der Eigentümer entsprechend, oft sogar weitaus opulenter als im heutigen Hauptort. Die ursprüngliche Verbindung von Waldfeucht nach Heinsberg führte über Frilinghoven und Braunsrath. Erst zur Franzosenzeit wurde die neue Verbindung zwischen Selsten und Braunsrath hindurch über Hontem nach Waldfeucht errichtet. An deren Kreuzung mit der alten Verbindungsstraße der Orte Selsten und Braunsrath entstanden sich diagonal gegenüberliegend zwei Höfe. Die Landstraße 33 ist eine vierflügelige Backsteinhofanlage aus der zweiten Hälfte des 19. Jahrhunderts. Das traufständige zweigeschossige Wohnhaus mit seinen vier Achsen erweitert sich unter gleichem Dach um einen Wirtschaftsflügel mit korbbogiger Toreinfahrt und den zwei Fensterachsen, die teilweise vermauert sind. Die Fenster des Wohnhauses verfügen im Erdgeschoss über Schlagläden aus Holz. Die Hofanlage bildet einen unübersehbaren Blickpunkt für den Reisenden aus Richtung Waldfeucht und Selfkant. Die Giebelseite enthält im Giebeldreieck zwei halbrunde Fenster. Die Anlage wird von Satteldächern überdeckt, die Kamine befinden sich in den Giebel- bzw. Brandmauern. Die Wirtschaftsgebäude wurden zwar im Jahre 1949 erneuert und die Fenster des Wohnhauses vor 1986 mit neuen Aluminiumrahmen versehen, jedoch ist die Hofanlage prägend für die Landwirtschaft und den Straßenzug. Wegen der historisch bedeutsamen Lage und der typischen Hofanordnung von Wohnhaus und Wirtschaftsflügeln sowie der Weiterentwicklung der historischen Hofformen nach dem Zweiten Weltkrieg ist die Landstraße 33 trotz der Erneuerung der Wirtschaftsgebäude in den vierziger Jahren bedeuten für die Bauentwicklung in Waldfeucht, sowie für den Werdegang der bäuerlichen Hofanlagen bis in unsere Zeit und damit für die Geschichte der landwirtschaftlichen Arbeits- und Produktionsverhältnisse und für die Geschichte von Waldfeucht-Braunsrath sowie Waldfeucht-Selsten und ihrer Bewohner. Die Ausformung dieses Hofes scheint deshalb besonders wichtig, weil mit dem Strukturwandel in der Landwirtschaft der historisch gewachsene Bautyp aus wirtschaftlichen und arbeitstechnischen Gründen hinfällig wurde. | zweite Hälfte des 19. Jahrhunderts                                         | 1. September 1994                                            | 97              |
| Kapelle                          | Kapelle                               | Löcken Lindenstraße Karte                       | Kapelle mit zwei Linden als Kulissenbäume. | 19. Jahrhundert                                                            | 27. Oktober 1982                                             | 23              |
| Backsteinhof                     | Backsteinhof                          | Löcken Lindenstraße 4 Karte                     | Vierflügeliger Backsteinhof aus dem Jahre 1857. Das zweigeschossige Wohnhaus in fünf Achsen, daneben der Wirtschaftsteil in vier Achsen mit Toreinfahrt über zwei Achsen. Türgewände und Fensterbänke in Blaustein, an der Fassade die Jahreszahl in Ankersplinte. | 1857                                                                       | 27. Oktober 1982                                             | 24              |
| Hofanlage                        | Hofanlage                             | Waldfeucht Löffelstraße 4 Karte                 | Im Gemeindegebiet von Waldfeucht am Rande der fruchtbaren Geilenkirchener Lehmplatte und in den Bruchtälern von Kitsch- und Waldfeuchter Bach entstand eine Reihe von ähnlich bäuerlichen Anwesen, die alle zum Urtyp gehören und auf Wohnstallhäuser zurückgehen, die in der Zeit kurz nach dem Dreißigjährigen Krieg errichtet wurden. Die giebelständigen Häuser erhielten meist eine Scheune, die hinter, manchmal auch parallel zum Wohnhaus errichtet wurde. Später wurde an das Wohnhaus ein niedriger Wirtschaftsflügel mit Tordurchfahrt angebaut. In Waldfeucht selbst wurde dieser Typus in eine schon mehr kleinstädtische dreiflügelige Bauform, in der Größe jedoch der wirtschaftlichen Potenz der Eigentümer entsprechend, umgewandelt. Parallel zu den traufständigen Wohnhäuser wurde eine Scheune errichtet, die entlang der Wallanlage gleichzeitig die Stadtmauer bildete. Eine Seite des Hofes, der durch eine Toreinfahrt im Wohnhaus erreicht werden kann, bildet ein Wirtschaftsflügel. Die Löffelstraße 4 ist die wohl älteste Hofanlage innerhalb der Umwallung. Das zweigeschossige, giebelständige Wohnhaus ist ein Fachwerkbau aus dem 17. Jahrhundert, wie die durchgezapften Binderbalken ausweisen, mit einer im 19. und 20. Jahrhundert entstanden und umgebauten Fassade. Die für diese Gegend festzustellenden typischen historischen Bauformen wurden auch beim Bau dieser für die Lage mitten in Waldfeucht verwunderlichen Ausbildung aufgegriffen. Die zweiachsige Wohnhausfassade mit den später eingebauten hochrechteckigen, fast einem Quadrat angenäherten Fenstern und der mit einem Putzgewände um 1900 eingefassten stichbogigen Hauseingangstür ist durch Eisenankersplinte auf 1800 datiert. Kellerfenster in der straßenseitigen Fassade weisen auf weitere Umbauten im Inneren hin. Vor das Haus vorgelegt ist eine vierstufige Treppenanlage. Die Fassade über dem anschließenden Wirtschaftstrakt wurde vermutlich nach dem Abbruch des alten traufständigen Anbaus mit Toreinfahrt unter das abgeschleppte Wohnhausdach einbezogen und aufgemauert. Die zur Anlage typischerweise gehörende und auch noch vorhandene Scheune ist in keinem sehr guten Zustand. Die Bauten sind mit Satteldächern überdeckt. Wegen der Lage am Wall und der Ausnahmegestaltung sowie der typischen Hofanordnung von Wohnhaus und Wirtschaftsflügeln als Vorgängerbau der in Waldfeucht historisch üblichen Hofformen ist die Löffelstraße 4 trotz der Umgestaltungen überaus bedeutend für die Bauentwicklung in Waldfeucht, sowie für den Werdegang der bäuerlichen Hofanlagen, für die Geschichte der landwirtschaftlichen Arbeits- und Produktionsverhältnisse und für die Geschichte von Waldfeucht und seiner Bewohner. Die Ausformung dieses Hofes scheint deshalb besonders wichtig, weil er als einmalige Ausprägung unverzichtbar ist und weil durch den Strukturwandel in der Landwirtschaft der historisch gewachsene Bautyp aus wirtschaftlichen und arbeitstechnischen Gründen hinfällig wurde. | 17. Jahrhundert                                                            | 1. September 1994 (Wohnhaus) 11. September 1997 (Scheune)    | 88              |
| Fassade                          | Fassade                               | Braunsrath Maria-Lind 6 Karte                   | Zweigeschossiger Hof aus der Mitte des 19. Jahrhunderts. Die Front ist verputzt und ist in vier Achsen mit Toreinfahrt. Die Fassade wurde Anfang des 20. Jahrhunderts mit Stuckornamenten neu verputzt. Im Torkeilstein 1907 datiert | Mitte des 19. Jahrhunderts                                                 | 29. September 1992                                           | 50              |
| Hofanlage                        | Hofanlage                             | Braunsrath Maria-Lind 7 Karte                   | Auf dem Rücken der Geilenkirchener Lehmplatte entwickelte sich um den Kirchhügel herum der Flecken Braunsrath. Nicht nur die guten Böden, auch die schon mehr zentrale Funktion dieses Ortes schufen einen für Waldfeucht besonderen Typ der Bebauung. Wie in Waldfeucht selbst, entstanden schon mehr kleinstädtischen Bauformen, jedoch der wirtschaftlichen Potenz der Eigentümer entsprechend, oft sogar weitaus opulenter als im heutigen Hauptort. Die Bebauung rund um den Kirchplatz setzte sich in der Clemensstraße sowie an Maria Lind, der alten Verbindung nach Heinsberg fort. Maria Lind ist eine solche dreiflügelige Hofanlage. Das zweigeschossige, traufständige Wohnhaus ist ein Feldbrandziegelbau. Nach der für die Gegend festzustellenden typischen Bauform und die annähernd scheitrechten Stürze der Fenster ist für die Bauzeit das Ende des 19. Jahrhunderts als sicher anzunehmen. Die fünfachsige symmetrische Wohnhausfassade mit hochrechteckigen Fenstern und zusätzlicher, korbbogiger Tordurchfahrt und daneben eingebauter hochrechteckiger Schlupftür weist auf der Wohnteilseite noch einen die Dachflächen überstehenden Giebel auf, der einen Vorgängerbau aus der Barockzeit vermuten lässt. Die Tordurchfahrt ist im Verhältnis recht niedrig geraten, so dass die Decke darüber in der gleichen Höhe liegen kann wie im Wohnbereich. Diese Ausbildung ist sehr selten. Alle Bauten der Hofanlage tragen Satteldächer. Mit den auf der anderen Straßenseite liegenden Höfen bildet dieser ein Ensemble. Wegen der typischen Hofanordnung von Wohnhaus und Wirtschaftsflügeln ist Maria Lind 7 ein bedeutendes Beispiel für die Bauentwicklung in Waldfeucht, sowie für den Werdegang der bäuerlichen Hofanlagen bis in unsere Zeit, für die Geschichte der landwirtschaftlichen Arbeits- und Produktionsverhältnisse und für die Geschichte von Waldfeucht-Braunsrath und ihrer Bewohner. Die Ausformung dieses Hofes scheint deshalb besonders wichtig, weil sie nur in ganz wenigen Beispielen noch erhalten ist und weil mit dem Strukturwandel in der Landwirtschaft der historisch gewachsene Bautyp aus wirtschaftlichen und arbeitstechnischen Gründen hinfällig wurde. | Mitte des 19. Jahrhunderts                                                 | 1. September 1994                                            | 104             |
| Hofanlage                        | Hofanlage                             | Braunsrath Maria-Lind 8 Karte                   | Auf dem Rücken der Geilenkirchener Lehmplatte entwickelte sich um den Kirchhügel herum der Flecken Braunsrath. Nicht nur die guten Böden, auch die schon mehr zentrale Funktion dieses Ortes schufen einen für Waldfeucht besonderen Typ der Bebauung. Wie in Waldfeucht selbst, entstanden schon mehr kleinstädtischen Bauformen, jedoch der wirtschaftlichen Potenz der Eigentümer entsprechend, oft sogar weitaus opulenter als im heutigen Hauptort. Die Bebauung rund um den Kirchplatz setzte sich in der Clemensstraße sowie an Maria Lind, der alten Verbindung nach Heinsberg fort. Maria Lind 8 ist eine solche Hofanlage, die zusammen mit ihren Nachbarhöfen eine geschlossene Bebauung bildet. Das zweigeschossige, traufständige Wohnhaus ist ein Feldbrandziegelbau. Nach der für diese Gegend festzustellenden typischen Bauform und den scheitrechten Stürzen der Fenster ist für die Bauzeit das Ende des 19. Jahrhunderts als sicher anzunehmen. Die zweiachsige symmetrische Wohnhausfassade mit hochrechteckigen Fenster und zusätzlicher, rechteckiger Tordurchfahrt wurde um 1900 mit einem Bänderputz verputzt. Dabei erhielten die Fenster eine Putzeinfassung mit dachförmiger Verzierung mittig auf Putzgewände. Die vorhandene Art der Tordurchfahrt kommt in der Regel nur bei Fachwerkbauten vor und deutet damit auf ein höheres Alter der Anlage hin, als ihr übriges Äußeres angibt. Das verbretterte Tor ist deutlich kreuzförmig geteilt und mit Rautenfenster in den oberen Vierteln durchbrochen. Über dem Tor befindet sich ein kleineres Fenster. Der Bau trägt ein Satteldach und darunter ein gestuftes Traufgesims. Besonders mit seinen Nachbarn, aber auch mit den auf der anderen Straßenseite liegenden Höfen bildet dieser ein Ensemble. Wegen der typischen Hofanordnung in der Reihe mit seinen Nachbarn ist Maria Lind 8 ein bedeutendes Beispiel für die Bauentwicklung in Waldfeucht, sowie für den Werdegang der bäuerlichen Hofanlagen bis in unsere Zeit, für die Geschichte der landwirtschaftlichen Arbeits- und Produktionsverhältnisse und für die Geschichte von Waldfeucht und seiner Bewohner. | Ende des 19. Jahrhunderts                                                  | 1. September 1995                                            | 106             |
| weitere Bilder                   | Kapelle „Maria-Lind“                  | Braunsrath Maria Lind 33 Karte                  | Die Wallfahrtskapelle „Maria Lind“ ist ein Backstein-Saalbau mit Dachreiter aus dem Jahre 1749. | 1749                                                                       | 27. Oktober 1982                                             | 29              |
| Wegekreuz                        | Wegekreuz                             | Waldfeucht Marktstraße Karte                    | Das am Ende der Marktstraße aufgestellte Kreuz wurde im Jahre 1940 von dem Waldfeuchter Bildhauer Peter Wolks hergestellt. Es handelt sich um ein Friedhofskreuz, das nach Einebnung von Friedhofsgräbern im Jahre 1979 am derzeitigen Standort aufgestellt wurde. Die Eintragung in die Denkmalliste erfolgt in Anbetracht der Tatsache, dass das Kreuz als Produkt des inzwischen ausgestorbenen Bildhauerhandwerkes in Waldfeucht der Nachwelt erhalten bleiben soll. | 1940                                                                       | 29. September 1992                                           | 69              |
| Wohnhausfassade                  | Wohnhausfassade                       | Waldfeucht Marktstraße 4 Karte                  | Zweigeschossige Wohnhausfassade in Backstein aus dem 18. Jahrhundert. Teil einer Gesamtanlage der Haus-Nr. 4 und 6. Gesamtanlage ist siebenachsig, in der Mitte korbbogige Toreinfahrt, 1896 durch eine Putzeinfassung verändert. | 18. Jahrhundert                                                            | 23. November 1989                                            | 46              |
| Wohnhausfassade                  | Wohnhausfassade                       | Waldfeucht Marktstraße 6 Karte                  | Zweigeschossige Wohnhausfassade in Backstein aus dem 18. Jahrhundert. Teil einer Gesamtanlage der Haus-Nr. 4 und 6. Gesamtanlage ist siebenachsig, in der Mitte korbbogige Toreinfahrt, 1896 durch eine Putzeinfassung verändert. | 18. Jahrhundert                                                            | 23. November 1989                                            | 47              |
| Hofanlage                        | Hofanlage                             | Waldfeucht Marktstraße 9 Karte                  | Dreiflügeliger Backsteinhof aus der zweiten Hälfte des 19. Jahrhunderts. Das Wohnhaus ist zweigeschossig mit einer Toreinfahrt. | zweite Hälfte des 19. Jahrhunderts                                         | 1. September 1994                                            | 85              |
| Hofanlage                        | Hofanlage                             | Waldfeucht Mühlenstraße 4 Karte                 | Vierflügeliger Backsteinhof aus der ersten Hälfte des 19. Jahrhunderts. Das zweigeschossige Wohnhaus ist in drei Achsen und einer Torachse angelegt und wird durch ein Walmdach abgedeckt. In der zweiten Hälfte des 19. Jahrhunderts wurde die Fassade umgearbeitet. Tür und Fenstergewände wurde überputzt. Der Innenhof ist in Fachwerk und stammt aus dem 18. Jahrhundert. Die Hofanlage ist insgesamt wenig verändert, auch im Inneren der Gebäude. | Kern aus dem 18. Jahrhundert                                               | 29. Juni 1993                                                | 78              |
| Hofanlage                        | Hofanlage                             | Waldfeucht Mühlenstraße 8 Karte                 | Zweigeschossiges Backsteinhaus mit Toreinfahrt und drei Fensterachsen und einem Satteldach. Die Fensterbänke sind in Blaustein. | zweite Hälfte des 19. Jahrhunderts                                         | 30. September 1986                                           | 57              |
| Wohnhaus                         | Wohnhaus                              | Waldfeucht Mühlenstraße 10 Karte                | Zweigeschossiges Backsteinhaus mit drei Achsen und der Torachse. Hausecken und Türgewände mit aufgeputzter Pilastergliederung. Über der Toreinfahrt ein Torkeilstein mit Monogramm und der Jahreszahl 1881. | 1881                                                                       | 30. September 1986                                           | 60              |
| Wegekreuz                        | Wegekreuz                             | Bocket Müschenend Karte                         | Wegekreuz aus dem Ende des 19. Jahrhunderts. Guss- und Schmiedeeisen mit Korpus, auf einem gemauerten Backsteinsockel mit Plattenabdeckung. | Ende des 19. Jahrhunderts                                                  | 27. Oktober 1982                                             | 16              |
| Wegekreuz                        | Wegekreuz                             | Bocket Müschenend, Ecke Hartweg Karte           | Kreuz aus der zweiten Hälfte des 19. Jahrhunderts. Gusseisenkreuz auf Zementsockel. Neugotisches Kreuz mit durchbrochenen Enden und einem Engel am Kreuzfuß. | zweite Hälfte des 19. Jahrhunderts                                         | 27. Oktober 1982                                             | 15              |
| 5 Priestergräber                 | 5 Priestergräber                      | Bocket Nordstraße Karte                         | Der Friedhof in Bocket wurde 1876 am heutigen Ort angelegt. Inmitten moderner Grabanlagen ist ein Bereich mit Geistlichengräber durch eine symmetrische Anlage und durch einige Grabdenkmale des 19. Jahrhunderts aus Sandstein hervorgehoben. Die Grabsteine sind als Zeugnisse der Geschichte des Friedhofes, seiner historischen Dimension und als Denkmale der Grabstätten bedeutender Persönlichkeiten des Ortes bedeutend für Waldfeucht. An ihrer Erhaltung besteht aus wissenschaftlichen, hier ortsgeschichtlichen Gründen ein öffentliches Interesse. | 1876                                                                       | 1. September 1994                                            | 115             |
| Mühlenstumpf                     | Mühlenstumpf                          | Bocket Nordstraße 22 Karte                      | Mühlenstumpf aus Backstein erbaut. Das Bauwerk ist als Ferienhaus umgebaut. | 1840                                                                       | 17. Juli 1986                                                | 54              |
| weitere Bilder                   | Kath. Pfarrkirche z. hl. Herzen Jesus | Obspringen Ringstraße 40 Karte                  | Die kath. Pfarrkirche zum Hl. Herzen Jesus ist eine einschiffige Backsteinkirche aus dem Jahre 1894–1896 mit neugotischen und neuromanischen Schmuckformen, polygonalem Schluss und verschiefertem Dachreiter. | 1894–1896                                                                  | 27. Oktober 1982                                             | 27 Wikidata     |
| Wohnhaus                         | Wohnhaus                              | Waldfeucht Rochusstraße 4 Karte                 | Teil eines ehemaligen Stifts, mit älterem Kern aus dem 18. Jahrhundert. Mehrflügelige Anlage im vorderen Teil des Wohnhauses, zweigeschossig mit unregelmäßigen Achsen, Ankersplinte teilweise weiß geschlämmt; Rokokotür mit geschnitzter Oberlichtverkleidung, innere Ausstattung: barocke Treppe und Türen. | 18. Jahrhundert                                                            | 27. Oktober 1982                                             | 4               |
| Wohnhaus                         | Wohnhaus                              | Waldfeucht Rochusstraße 8 Karte                 | Teil einer ehemaligen Hofanlage aus Backstein. Die Unterschutzstellung betrifft nur das Vordergebäude des Wohnhauses. Die Hintergebäude und die Toreinfahrt sind neueren Datums und daher nicht denkmalwert. | nicht bekannt                                                              | 27. Oktober 1987                                             | 68              |
| Hofanlage                        | Hofanlage                             | Waldfeucht Rochusstraße 11 Karte                | Vierflügeliger Hof aus Anfang des 19. Jahrhunderts in Backstein. Das Wohnhaus ist zweigeschossig mit einem Satteldach in 3:2 Fensterachsen und ist weiß geschlämmt. | Anfang 19. Jahrhundert                                                     | 8. März 1988                                                 | 70              |
| Wohnhaus                         | Wohnhaus                              | Waldfeucht Rochusstraße 12 Karte                | Zweigeschossiges Backsteinhaus in vier Achsen und einer Torachse aus der zweiten Hälfte des 19. Jahrhunderts. Die Fensterbänke in Blaustein. | zweite Hälfte des 19. Jahrhunderts                                         | 29. September 1992                                           | 64              |
| Hofanlage                        | Hofanlage                             | Waldfeucht Rochusstraße 13 Karte                | Dreiflügeliger Hof mit giebelständigem Wohnhaus in zwei Geschossen aus Backstein. Die Front ist verputzt, die Tür- und Fenstergewände in Blaustein. | 18. Jahrhundert                                                            | 14. Juli 1987                                                | 66              |
| Hofanlage                        | Hofanlage                             | Waldfeucht Rochusstraße 15 Karte                | Dreiflügeliger Hof aus verputzten Backstein. Die zweigeschossige Front besitzt drei Fensterachsen und eine Toreinfahrt. Der Innenhof wurde in den Nachkriegsjahren erneuert. | 19. Jahrhundert                                                            | 29. September 1992 (Hofanlage), 30. September 1986 (Scheune) | 56              |
| Hofanlage                        | Hofanlage                             | Waldfeucht Rochusstraße 17 Karte                | Im Gemeindegebiet von Waldfeucht am Rande der fruchtbaren Geilenkirchener Lehmplatte und in den Bruchtälern von Kitsch- und Waldfeuchter Bach entstand eine Reihe von ähnlich bäuerlichen Anwesen, die alle zum Urtyp gehören und auf Wohnstallhäuser zurückgehen, die in der Zeit kurz nach dem Dreißigjährigen Krieg errichtet wurden. In Waldfeucht selbst wurde dieser Typus in eine schon mehr kleinstädtische dreiflügelige Bauform, in der Größe jedoch der wirtschaftlichen Potenz der Eigentümer entsprechend, umgewandelt. Parallel zu den traufständigen Wohnhäuser wurde eine Scheune errichtet, die entlang der Wallanlage gleichzeitig die Stadtmauer bildete. Eine Seite des Hofes, der durch eine Toreinfahrt im Wohnhaus erreicht werden kann, bildet ein Wirtschaftsflügel. Zu Beginn des 19. Jahrhunderts wurden in Abwandlung dazu vierflügelige Hofanlagen an den Ausfallstraßen vor der Umwandlung errichtet. Die Rochusstraße 17 ist eine solche vierflügelige Hofanlage. Das zweigeschossige, traufständige Wohnhaus ist ein Backsteinbau aus der zweiten Hälfte des 19. Jahrhunderts. Die für diese Gegend festzustellende typischen historischen Bauformen wurden beim Bau dieser imposanten symmetrischen Anlage noch einmal aufgegriffen. Die siebenachsige Wohnhausfassade mit stichbogigen Fenstern und linksseitiger flacher korbbogiger Tordurchfahrt mit schwerem Türklopfer ist unter der Traufe mit einem Gesims mit mehrfach gestuftem Klötzchen- und Sägezahnfries abgeschlossen. Ein Sägezahngesims in der Ebene der Decke über Erdgeschoss gliedert die Fassade ein weiteres Mal horizontal. Die Fensterbänke wurden in Blaustein ausgeführt. Zwei der Fenster im Erdgeschoss wurden vermauert, vier andere mit Fensterläden aus Holz versehen. Über der Toreinfahrt ist ein Fenster eingelassen. Das Wohnhaus trägt ein Satteldach. Den Putzsockel gliedern vier symmetrisch neben zwei Hauseingangsstufen mit profilierter Kante eingelassene Kellerfenster. Wegen der Lage vor den Wällen, der Größe und der typischen Hofanordnung von Wohnhaus und Wirtschaftsflügeln sowie der Weiterentwicklung der historischen Hofformen zum Ende des vergangenen Jahrhunderts ist die Rochusstraße 17 bedeutend für die Bauentwicklung in Waldfeucht, sowie für den Werdegang der bäuerlichen Hofanlagen bis in unsere Zeit, für die Geschichte der landwirtschaftlichen Arbeits- und Produktionsverhältnisse und für die Geschichte von Waldfeucht und seiner Bewohner. Die Ausformung dieses Hofes scheint deshalb besonders wichtig, weil mit dem Strukturwandel in der Landwirtschaft der historisch gewachsene Bautyp aus wirtschaftlichen und arbeitstechnischen Gründen hinfällig wurde. | zweite Hälfte des 19. Jahrhunderts                                         | 2. Mai 1996                                                  | 109             |
| Hofanlage                        | Hofanlage                             | Waldfeucht Rochusstraße 19 Karte                | Im Gemeindegebiet von Waldfeucht am Rande der fruchtbaren Geilenkirchener Lehmplatte und in den Bruchtälern von Kitsch- und Waldfeuchter Bach entstand eine Reihe von ähnlich bäuerlichen Anwesen, die alle zum Urtyp gehören und auf Wohnstallhäuser zurückgehen, die in der Zeit kurz nach dem Dreißigjährigen Krieg errichtet wurden. In Waldfeucht selbst wurde dieser Typus in eine schon mehr kleinstädtische dreiflügelige Bauform, in der Größe jedoch der wirtschaftlichen Potenz der Eigentümer entsprechend, umgewandelt. Parallel zu den traufständigen Wohnhäuser wurde eine Scheune errichtet, die entlang der Wallanlage gleichzeitig die Stadtmauer bildete. In der südlichen Hälfte des Beringes ist der Waldfeuchter Wall mit seinem Graben noch gut erhalten. Er erhebt sich bis zu 4–5 m über das Gelände uns wirkt durch die an ihm errichteten Mauern der Wirtschaftsgebäude noch richtig wehrhaft. Das Wirtschaftsgebäude Rochusstraße 19 gehört zu dieser Gebäudegruppe und ist daher bedeutend für die Bauentwicklung in Waldfeucht, sowie für den Werdegang der bäuerlichen Hofanlagen bis in unsere Zeit, für die Geschichte der landwirtschaftlichen Arbeits- und Produktionsverhältnisse und für die Geschichte von Waldfeucht und seiner Bewohner. | unbenannt                                                                  | 11. März 1999                                                | 111             |
| Scheune                          | Scheune                               | Waldfeucht Rochusstraße 19 Karte                | Im Gemeindegebiet von Waldfeucht am Rande der fruchtbaren Geilenkirchener Lehmplatte und in den Bruchtälern von Kitsch- und Waldfeuchter Bach entstand eine Reihe von ähnlich bäuerlichen Anwesen, die alle zum Urtyp gehören und auf Wohnstallhäuser zurückgehen, die in der Zeit kurz nach dem Dreißigjährigen Krieg errichtet wurden. In Waldfeucht selbst wurde dieser Typus in eine schon mehr kleinstädtische dreiflügelige Bauform, in der Größe jedoch der wirtschaftlichen Potenz der Eigentümer entsprechend, umgewandelt. Parallel zu den traufständigen Wohnhäuser wurde eine Scheune errichtet, die entlang der Wallanlage gleichzeitig die Stadtmauer bildete. In der südlichen Hälfte des Beringes ist der Waldfeuchter Wall mit seinem Graben noch gut erhalten. Er erhebt sich bis zu vier bis fünf Meter über das Gelände uns wirkt durch die an ihm errichteten Mauern der Wirtschaftsgebäude noch richtig wehrhaft. Die Scheunenanlage Rochusstraße 19 gehört zu dieser Gebäudegruppe und ist daher bedeutend für die Bauentwicklung in Waldfeucht, sowie für den Werdegang der bäuerlichen Hofanlagen bis in unsere Zeit, für die Geschichte der landwirtschaftlichen Arbeits- und Produktionsverhältnisse und für die Geschichte von Waldfeucht und seiner Bewohner. | unbenannt                                                                  | 3. April 2001                                                | 117             |
| Hofanlage                        | Hofanlage                             | Waldfeucht Rochusstraße 23 Karte                | Vierflügeliger Backsteinhof in fünf Achsen aus dem Ende des 19. Jahrhunderts. Das Wohnhaus ist zweigeschossig mit einem Satteldach und Blausteinfensterbänke. | Ende 19. Jahrhundert                                                       | 21. Juni 1994                                                | 80              |
| Wegekreuz                        | Wegekreuz                             | Schöndorf Rotdornweg 7 Karte                    | Wegekreuz mit Korpus aus Guss- und Schmiedeeisen. | unbekannt                                                                  | 27. Oktober 1982                                             | 51              |
| Wegekreuz                        | Wegekreuz                             | Schöndorf Rotdornweg, Ecke Kreuzstraße Karte    | Gusseisernes Wegekreuz mit Korpus aus der zweiten Hälfte des 19. Jahrhunderts. | zweite Hälfte des 19. Jahrhunderts                                         | 27. Oktober 1982                                             | 21              |
| ehem. Sattlerei                  | ehem. Sattlerei                       | Waldfeucht Schloßstraße 1 Karte                 | Die Schloßstraße 1 ist eine für Waldfeucht typische dreiflügelige Anlage, die, mit ihrer offenen Seite an den Nachbarn grenzend, einen geschlossenen Charakter erhält. Die weißgeschlämmte Backstein-Fassade des 19. Jahrhunderts verfügt über zwei Fensterachsen, die im Obergeschoss versetzt sind. Eine stichbogige Haustür mit Stuckeinfassung leitet über zu einer korbbogigen Toreinfahrt. Das Satteldach geht in die Nachbardächer über. Die ehemaligen Stallanlagen werden heute auch zu Wohnzwecken genutzt, ebenso wie der Werkstattflügel, der sich an der Stelle der bei den landwirtschaftlichen Gehöften üblichen Scheune befindet. Er zeigt noch, obwohl inzwischen auch wohngenutzt, noch die Gestalt seiner Nutzung als Sattlerei. Zum ungeteilten Raum im Obergeschoss führt eine Tür mit einem Kranbalken. Auch der Eindruck des Innenraumes ist noch nachvollziehbar. | 19. Jahrhundert                                                            | 13. November 2001                                            | 120             |
| Hofanlage                        | Hofanlage                             | Bocket Schulstraße 18 Karte                     | Zweigeschossige Winkelhofanlage, fünfachsig mit mittlerer Toreinfahrt aus der zweiten Hälfte des 19. Jahrhunderts. Zwei Fensterachsen vermauert. Satteldach, Sägezahnfries als Traufgesims, stichbogige Öffnungen. | 19. Jahrhundert                                                            | 29. September 1992                                           | 75              |
| Hofanlage                        | Hofanlage                             | Selsten Selstener Straße 17 Karte               | Entlang dem Kitschbach entstanden am Rande der fruchtbaren Geilenkirchener Lehmplatte eine Reihe von bäuerlichen Anwesen, die alle zum Urbautyp gehören und auf Wohnstallhäuser zurückgehen, die in der Zeit kurz nach dem Dreißigjährigen Krieg entstanden. Die giebelständigen Häuser erhielten meist eine Scheune, die hinter, manchmal auch parallel zum Wohnhaus, errichtet wurde. Später wurde an das Wohnhaus ein Wirtschaftsflügel mit Tordurchfahrt angebaut. Die Selstener Straße 17 ist eine solche vierflügelige Hofanlage. Das zweigeschossige traufständige Wohnhaus ist ein Feldbrandziegelbau. Nach der für die Gegend festzustellenden typischen Bauform ist für die Bauzeit die zweite Hälfte des 19. Jahrhunderts als sicher anzunehmen. Die fünfachsige Wohnhausfassade mit stichbogigen Fenstern mit Schlagläden und zusätzlicher korbbogiger Tordurchfahrt wurde mit einer besonderen verzierten gemauerten Türeinfassung aus der Zeit zwischen den Weltkriegen versehen. Das Wohnhaus trägt ein Satteldach. Der langgestreckte ebenfalls zweigeschossige Wirtschaftsflügel entstammt zwar auch dem vergangenen Jahrhundert, wie der Sägezahnfries des Traufgesimses ausweist, wurde ja doch im Jahre 1953 umgebaut. Sowohl das Tor wie auch die neu errichteten Fenster sprechen deutlich die Formensprache der frühen Nachkriegszeit. Die Hofanlage markiert unübersehbar die Einmündung der alten Verbindung von Braunsrath her in die Selstener Straße. Wegen dieser Situation und der typischen Hofanordnung von Wohnhaus und Wirtschaftsflügeln sowie die Weiterentwicklung der historischen Hofformen nach dem Zweiten Weltkrieg ist die Selstener Straße 17 trotz der neuen Fenster und der Giebelverkleidung des Wohnhauses mit Riemchen zu Beginn der siebziger Jahre bedeutend für die Bauentwicklung in Waldfeucht, sowie für den Werdegang der bäuerlichen Hofanlagen, für die Geschichte der landwirtschaftlichen Arbeits- und Produktionsverhältnisse und für die Geschichte von Waldfeucht-Selsten und seiner Bewohner. Die Ausformung dieses Hofes scheint deshalb besonders wichtig, weil sie mit dem Strukturwandel in der Landwirtschaft der historisch gewachsene Bautyp aus wirtschaftlichen und arbeitstechnischen Gründen hinfällig wurde. | zweite Hälfte des 19. Jahrhunderts                                         | 1. September 1994                                            | 92              |
| Hofanlage                        | Hofanlage                             | Selsten Selstener Straße 29 Karte               | Entlang dem oberen Kitschbach entstanden am Rande der fruchtbaren Geilenkirchener Lehmplatte eine Reihe von bäuerlichen Anwesen, die alle zum Urbautyp gehören und auf Wohnstallhäuser zurückgehen, die in der Zeit kurz nach dem Dreißigjährigen Krieg entstanden. Die giebelständigen Häuser erhielten meist eine Scheune, die hinter, manchmal auch parallel zum Wohnhaus errichtet wurde. Später wurde an das Wohnhaus ein niedrigerer Wirtschaftsflügel mit Tordurchfahrt angebaut. Die Selstener Straße 29 ist eine solche dreiflügelige Hofanlage. Das zweigeschossige, giebelständige Wohnhaus ist eine Fachwerk-, Ziegel-Mischkonstruktion. Nach der für diese Gegend festzustellenden typischen Bauform ist im 17. oder 18. Jahrhundert als sicher anzunehmen. Für diese Datierung spricht auch der die Dachfläche überragende Giebel, wie er nur bis in die Barockzeit im Kreisgebiet üblich war. Die Wohnhausfassade wurde um 1900 mit einem Quaderputz mit besonderen verzierten Fenstereinfassungen versehen. Der traufseitige eingeschossige Anbau ist in gleicher Form verputzt. Die Scheune wurde 1961 teilweise neu errichtet. Wegen der für die Urbebauung typischen Hofanordnung von Wohnhaus und Wirtschaftsflügel und deren Erhaltung ist die Selstener Straße 29 bedeutend für die Bauentwicklung in Waldfeucht, für die Geschichte der landwirtschaftlichen Arbeits- und Produktionsverhältnisse und für die Geschichte von Waldfeucht-Selsten und seiner Bewohner. | 17. oder 18. Jahrhundert                                                   | 19. September 1995                                           | 107             |
| Wegekreuz                        | Wegekreuz                             | Selsten Selstener Straße 46 Karte               | Gusseisernes Kreuz mit Korpus aus dem Jahre 1889 | 1889                                                                       | 27. Oktober 1982                                             | 32              |
| Hofanlage                        | Hofanlage                             | Selsten Selstener Straße 46 Karte               | Entlang dem Kitschbach entstanden am Rande der fruchtbaren Geilenkirchener Lehmplatte eine Reihe von bäuerlichen Anwesen, die alle zum Urbautyp gehören und auf Wohnstallhäuser zurückgehen, die in der Zeit kurz nach dem Dreißigjährigen Krieg entstanden. Die giebelständigen Häuser erhielten meist eine Scheune, die hinter, manchmal auch parallel zum Wohnhaus errichtet wurde. Später wurde an das Wohnhaus ein Wirtschaftsflügel mit Tordurchfahrt angebaut. Die Selstener Straße 46 ist die Weiterführung einer solchen Hofanlage im 19. Jahrhundert. Abweichend handelt es sich in diesem Falle um eine vierflügelige Backsteinhofanlage von 1887, wie der Torkeilstein in der Hofeinfahrt angibt. Das zweieinhalbgeschossige, traufständige Wohnhaus ist eine reine Ziegelkonstruktion mit Mezzaningeschoss. Das Türgewände und die Fensterbänke sind aus Blaustein. Das Traufgesims des knapp überstehenden Daches ist durch einen Klötzchenfries verziert. Die noch originale zweiflügelige Haustür mit Oberlicht und Ziergitter vor der Verglasung der Flügel sowie die quasi städtische Vorgarteneinfassung mit einem eisernen Lanzenzaum und einer dazugehörigen mehrteiligen Pforte mit diese einfassenden Säulen, die über einem Kapitell Ziervasen tragen, zeigen den hohen gestalterischen Anspruch der Bauherren. Diese Art von Zaunanlagen ist durch die Auswirkungen des Zweiten Weltkrieges besonders rar geworden. Der traufseitige eingeschossige angebaute Wirtschaftsflügel entstand zeitgleich mit dem Wohnhaus und enthält die korbbogige Toreinfahrt mit einem Keil und je einem Kämpferstein aus Naturstein. Auf der gegenüberliegenden Hofseite erhebt sich eine Treppe aus der Bauzeit mit Schnitzarbeiten, sowie drei Salons mit Stuckdecken. Wegen der für die Entwicklung der bäuerlichen Hofanlagen besonderen Ausprägung und seiner außergewöhnlichen Größe und der anspruchsvollen Gestaltung ist die Selstener Straße 46 bedeutend für die Bauentwicklung in Waldfeucht, für die Geschichte der landwirtschaftlichen Arbeits- und Produktionsverhältnisse und für die Geschichte von Waldfeucht-Selsten und seiner Bewohner. | 1887                                                                       | 1. September 1994                                            | 98              |
| Hofanlage (Wohnhaus)             | Hofanlage (Wohnhaus)                  | Selsten Selstener Straße 65 Karte               | Entlang dem oberen Kitschbach entstanden am Rande der fruchtbaren Geilenkirchener Lehmplatte eine Reihe von bäuerlichen Anwesen, die alle zum Urbautyp gehören und auf Wohnstallhäuser zurückgehen, die in der Zeit kurz nach dem Dreißigjährigen Krieg entstanden. Die giebelständigen Häuser erhielten meist eine Scheune, die hinter, manchmal auch parallel zum Wohnhaus errichtet wurde. Später wurde an das Wohnhaus ein niedrigerer Wirtschaftsflügel mit Tordurchfahrt angebaut. Die Selstener Straße 65 ist eine solche dreiflügelige Hofanlage. Das zweigeschossige, giebelständige Wohnhaus ist eine Fachwerk, Ziegel-Mischkonstruktion und mit 1881 datiert. Der traufständige eingeschossige Anbau in vier Achsen entstand in dieser Zeit. Nach der Fachwerkkonstruktion der Scheune, die auf eine Bauzeit im 17. oder 18. Jahrhundert hinweisen, erhebt sich das Wohnhaus auf einem Vorgängerbau. Die Wohnhausfassade wurde um 1900 mit einem Bänderputz verziert. Der Anbau wurde nach Umbau in die heutige Form ebenfalls verputzt. Auch im Inneren ist die Anlage noch weitgehend erhalten. Wegen der für die Urbebauung typischen Hofanordnung von Wohnhaus und Scheune und deren Erhaltung ist die Selstener Straße 65 bedeutend für die Bauentwicklung in Waldfeucht, sowie für die Entwicklung der bäuerlichen Hofanlagen, für die Geschichte der landwirtschaftlichen Arbeits- und Produktionsverhältnisse und für die Geschichte von Waldfeucht-Selsten und seiner Bewohner. | 1881                                                                       | 2. Mai 1996                                                  | 108             |
| Kreuz                            | Kreuz                                 | Selsten Selstener Straße 76 Karte               | Holzkreuz mit Korpus in der Wegekapelle aus dem Jahre 1873 | 1873                                                                       | 27. Oktober 1982                                             | 31              |
| Backsteinhof                     | Backsteinhof                          | Selsten Selstener Straße 81 Karte               | Vierflügeliger Backsteinhof aus dem Jahre 1769. Das zweigeschossige Wohnhaus mit Blaustein-Fensterrahmen, in der Toreinfahrt ein Keilstein mit Monogramm und der Jahreszahl 1769. An der Giebelseite des Wirtschaftsgebäudes zur Straße hin die Jahreszahl 1756 in Ankersplinten. | 1769                                                                       | 27. Oktober 1982                                             | 30              |
| Wohnhaus                         | Wohnhaus                              | Selsten Selstener Straße 85 Karte               | Ehemaliger dreiflügeliger, eingeschossiger Bauernhof aus Backstein und Fachwerk aus dem 18. Jahrhundert, in der ersten Hälfte des 19. Jahrhunderts verändert. | 18. Jahrhundert                                                            | 30. September 1986                                           | 58              |
| Backsteinhof                     | Backsteinhof                          | Haaren Sopericher Straße 58 Karte               | Vierflügeliger Backsteinhof mit giebelständigem, eingeschossigem Wohnhaus mit einem Giebelgeschoss. An den Nebengebäuden die Jahreszahl 1869 in Ankersplinten. Von der Scheune ist lediglich noch das Mauerwerk und ein ca. zwei Meter breiter Streifen der Dacheindeckung (zum Innenhof hin) erhalten. Die Giebel der Scheune sind z. T. abgetragen. Die Hintergebäude sind abgebrochen. Der Innenhof schließt nach hinten mit einer Einfriedigungsmauer (mit Dachziegeln abgedeckt) ab. | 1869                                                                       | 16. März 1989                                                | 40              |
| Wohnhaus                         | Wohnhaus                              | Waldfeucht Stiftsgasse 2 Karte                  | Mehrflügelige Hofanlage aus dem 18. Jahrhundert mit älterem Kern, eines ehemaligen Stifts. Im rückwärtigen Teil des zweigeschossigen Wohnhauses unregelmäßige Fensterachsen. Fenster sind hofseitig mit Blausteinkolbensteinen versehen. Zur inneren Ausstattung gehören zwei barocke Kamine mit friesischen Fliesen und geschnitzten Gesimsen. | 18. Jahrhundert                                                            | 27. Oktober 1982                                             | 5               |
| Wegekreuz                        | Wegekreuz                             | Obspringen Talstraße Karte                      | Wegekreuz aus dem 19. Jahrhundert. Das Holzkreuz mit Korpus steht auf einem Backsteinsockel. | 19. Jahrhundert                                                            | 27. Oktober 1982                                             | 26              |
| Hofanlage                        | Hofanlage                             | Obspringen Talstraße 108 Karte                  | Entlang dem Kitschbach entstanden am Rande der fruchtbaren Aldenhovener Lehmplatte eine Reihe von bäuerlichen Anwesen, die alle zum Urbautyp gehören und auf Wohnstallhäuser zurückgehen, die in der Zeit kurz nach dem Dreißigjährigen Krieg entstanden, besonders aber in Obspringen. Die in der Regel giebelständigen Häuser erhielten meist eine Scheune, die hinter, manchmal auch parallel zum Wohnhaus errichtet wurde. Später wurde an das Wohnhaus ein niedrigerer Wirtschaftsflügel mit Tordurchfahrt angebaut. Die Talstraße 108 ist eine vierflügelige Hofanlage. Das zweigeschossige, traufständige Wohnhaus ist ein Feldbrandziegelbau. Nach der für diese Gegend festzustellenden typischen Bauform mit den das Dach überstehenden Giebel ist für die Bauzeit das 18. Jahrhundert und nach den Fensterformaten ein Umbau im 19. Jahrhundert als sicher anzunehmen. Die fünfachsige Wohnhausfassade mit hochrechteckigen Fenstern mit Blausteinbänken und korbbogigen Toreinfahrt, Hauseingangstür mit Blausteingewände wurde 1909 einschließlich der überdachten Tordurchfahrt und dem barocken Stallgebäudegiebel verputzt. Die Fenster sind mit einem schlichten Stuckzierrat eingefasst. Im Obergeschoss sind nur in drei Achsen annähernd quadratische Fensteröffnungen eingelassen. Den Bänderputz zieren Eckquaderungen und eine Quadereinfassung der korbbogigen Tordurchfahrt. Alle Bauten tragen Satteldächer. Unter dem Putz ist eine alte Datierung in eisernen Ankersplinten zu erkennen, die ein Baudatum von 1726 oder 1796 angibt. Wegen der typischen Hofanordnung von Wohnhaus und Wirtschaftsflügeln in der der Urbebauung noch sehr angeglichenen Form ist die Talstraße 108 trotz der neuen Fenster eines der bedeutendsten Beispiele für die Bauentwicklung in Waldfeucht, sowie für den Werdegang der bäuerlichen Hofanlagen, für die Geschichte der landwirtschaftlichen Arbeits- und Produktionsverhältnisse und für die Geschichte von Waldfeucht und seiner Bewohner. Die Ausformung dieses Hofes scheint deshalb besonders wichtig, weil sie nur in ganz wenigen Beispielen noch erhalten ist und weil der Strukturwandel in der Landwirtschaft der historisch gewachsene Bautyp aus wirtschaftlichen und arbeitstechnischen Gründen hinfällig wurde. | 1726                                                                       | 1. September 1994                                            | 91              |
| Wegekreuz                        | Wegekreuz                             | Waldfeucht Wallweg Karte                        | Wegekreuz mit Korpus aus dem Jahre 1853 aus Guss- und Schmiedeeisen auf einem Backsteinsockel. Am Kreuzstamm die Jahreszahl 1853. | 1853                                                                       | 27. Oktober 1982                                             | 9               |
| Hofanlage                        | Hofanlage                             | Selsten Selstener Straße 117 Karte              | Entlang dem Kitschbach entstanden am Rande der fruchtbaren Geilenkirchener Lehmplatte eine Reihe von bäuerlichen Anwesen, die alle zum Urbautyp gehören und auf Wohnstallhäuser zurückgehen, die in der Zeit kurz nach dem 30-jährigen Krieg entstanden. Die giebelständigen Häuser erhielten meist eine Scheune, die hinter, manchmal auch parallel zum Wohnhaus errichtet wurde. Später wurde an das Wohnhaus ein Wirtschaftsflügel mit Tordurchfahrt angebaut. Die Selstener Straße 117 ist die Weiterführung einer solchen Hofanlage im 19. Jahrhundert. Abweichend handelt es sich in diesem Falle um eine vierflügelige Backsteinhofanlage aus der zweiten Hälfte des 19. Jahrhunderts. In der Form eines Wohnstallhauses begrenzt straßenseitig das zweigeschossige, traufständige Wohnhaus in vier Achsen die Anlage. Die Türgewände und die Fensterbänke sind aus Naturstein. Das Traufgesims des knapp überstehenden Daches ist durch einen Sägezahnfries verziert. Der traufseitig unter gleichem Dach anschließende Wirtschaftsflügel entstand gleichzeitig mit dem Wohnhaus und enthält die stichbogige Toreinfahrt mit einem schlichten Eineinhalbstein hohen gemauerten Sturz sowie die in dieser Zeit häufiger bereits vorgesehenen, jedoch vermauerten Fensteröffnungen, die auch diesen Bauteil zweigeschossig machen. Auf der gegenüberliegenden Hofseite erhebt sich die große Scheune. Vor dem Wohnhaus befindet sich der in Waldfeucht seltene Vorgarten vor Bauernhöfen mit einer Heckeneinfassung. Wegen der für die Entwicklung der bäuerlichen Hofanlagen besonderen Ausprägung und Gestaltung ist die Selstener Straße 117 bedeutend für die Bauentwicklung in Waldfeucht, für die Geschichte der landwirtschaftlichen Arbeits- und Produktionsverhältnisse und für die Geschichte von Waldfeucht-Selsten und seiner Bewohner. | zweite Hälfte des 19. Jahrhunderts                                         | 1. September 1994                                            | 94              |